# Schmalspurbahn Schönfeld-Wiesa–Meinersdorf
| Ausschnitt der Streckenkarte Sachsen 1902 |                         |                                       |                                   |
| Streckennummer: | 6971; sä. SM            |                                       |                                   |
| Kursbuchstrecke: | 140a (1934) 169p (1946) |                                       |                                   |
| Streckenlänge: | 29,776 km               |                                       |                                   |
| Spurweite: | 750 mm (Schmalspur)     |                                       |                                   |
| Maximale Neigung: | 34 ‰                    |                                       |                                   |
| Minimaler Radius: | 60 m                    |                                       |                                   |
| Streckengeschwindigkeit: | 30 km/h                 |                                       |                                   |
| |                         |                                       |                                   |
| \| \| 0,000 \| Schönfeld-Wiesa \| Schönfeld-Wiesa \| \| \| \| (Anschluss von Zschopautalbahn) \| \| \| \| 1,340 \| Schönfeld (Zschopautal) \| 470 m \| \| \| 1,420 \| Sehmabrücke (7 m) \| Sehmabrücke (7 m) \| \| \| 1,450 \| Anschl. Papierfabrik Schönfeld \| Anschl. Papierfabrik Schönfeld \| \| \| 2,437 \| Sauwaldbachbrücke (6 m) \| Sauwaldbachbrücke (6 m) \| \| \| 3,990 \| Tannenberg Ost \| 484 m \| \| \| 4,990 \| Tannenberg \| 496 m \| \| \| 5,078 \| Zschopaubrücke (34 m) \| Zschopaubrücke (34 m) \| \| \| 6,100 \| Obertannenberg \| 523 m \| \| \| 7,320 \| Siebenhöfen \| 563 m \| \| \| 8,250 \| Geyer Hp \| 591 m \| \| \| 9,040 \| Geyer \| 608 m \| \| \| 9,40 \| Scheitelpunkt \| Scheitelpunkt \| \| \| 10,661 \| Viadukt Greifenbachtal (180 m) \| Viadukt Greifenbachtal (180 m) \| \| \| 13,189 \| Viadukt Ehrenfriedersdorf (100 m) \| Viadukt Ehrenfriedersdorf (100 m) \| \| \| 13,810 \| Ehrenfriedersdorf \| 547 m \| \| \| 15,910 \| Ehrenfriedersdorf Hp \| 507 m \| \| \| 17,230 \| Thum \| 507 m \| \| \| \| nach Wilischthal \| \| \| \| 18,260 \| EÜ An der alten Post (13 m) \| EÜ An der alten Post (13 m) \| \| \| 19,190 \| Jahnsbach \| 560 m \| \| \| \| Scheitelpunkt \| 617 m \| \| \| 22,320 \| Hormersdorf \| 590 m \| \| \| 23,960 \| Auerbach (Erzgeb) \| 543 m \| \| \| 25,530 \| Auerbach (Erzgeb) Hp \| 496 m \| \| \| 26,548 \| Viadukt Gornsdorf (124 m) \| Viadukt Gornsdorf (124 m) \| \| \| 27,090 \| Gornsdorf \| 463 m \| \| \| 27,563 \| EÜ (22 m) \| EÜ (22 m) \| \| \| 27,650 \| EÜ (15 m) \| EÜ (15 m) \| \| \| 28,390 \| Gornsdorf Hp \| 439 m \| \| \| 29,061 \| EÜ Meinersdorfer Straße (22 m) \| EÜ Meinersdorfer Straße (22 m) \| \| \| 29,257 \| Zwönitzbrücke (34 m) \| Zwönitzbrücke (34 m) \| \| \| 29,394 \| EÜ B 180 (15 m) \| EÜ B 180 (15 m) \| \| \| 29,780 \| Meinersdorf (Erzgeb) \| 418 m \| \| \| \| (Anschluss an Strecke Chemnitz–Adorf) \| \| |                         |                                       |                                   |
| Kopfbahnhof Streckenanfang (Strecke außer Betrieb) | 0,000                   | Schönfeld-Wiesa                       | Schönfeld-Wiesa                   |
| Strecke (außer Betrieb) |                         | (Anschluss von Zschopautalbahn)       | (Anschluss von Zschopautalbahn)   |
| Haltepunkt / Haltestelle (Strecke außer Betrieb) | 1,340                   | Schönfeld (Zschopautal)               | 470 m                             |
| Brücke über Wasserlauf (Strecke außer Betrieb) | 1,420                   | Sehmabrücke (7 m)                     | Sehmabrücke (7 m)                 |
| Abzweig geradeaus und nach rechts (Strecke außer Betrieb) | 1,450                   | Anschl. Papierfabrik Schönfeld        | Anschl. Papierfabrik Schönfeld    |
| Brücke über Wasserlauf (Strecke außer Betrieb) | 2,437                   | Sauwaldbachbrücke (6 m)               | Sauwaldbachbrücke (6 m)           |
| Bahnhof (Strecke außer Betrieb) | 3,990                   | Tannenberg Ost                        | 484 m                             |
| Bahnhof (Strecke außer Betrieb) | 4,990                   | Tannenberg                            | 496 m                             |
| Brücke über Wasserlauf (Strecke außer Betrieb) | 5,078                   | Zschopaubrücke (34 m)                 | Zschopaubrücke (34 m)             |
| Haltepunkt / Haltestelle (Strecke außer Betrieb) | 6,100                   | Obertannenberg                        | 523 m                             |
| Haltepunkt / Haltestelle (Strecke außer Betrieb) | 7,320                   | Siebenhöfen                           | 563 m                             |
| Haltepunkt / Haltestelle (Strecke außer Betrieb) | 8,250                   | Geyer Hp                              | 591 m                             |
| Bahnhof (Strecke außer Betrieb) | 9,040                   | Geyer                                 | 608 m                             |
| Kulminations-/Scheitelpunkt (Strecke außer Betrieb) | 9,40                    | Scheitelpunkt                         | Scheitelpunkt                     |
| Brücke (Strecke außer Betrieb) | 10,661                  | Viadukt Greifenbachtal (180 m)        | Viadukt Greifenbachtal (180 m)    |
| Brücke (Strecke außer Betrieb) | 13,189                  | Viadukt Ehrenfriedersdorf (100 m)     | Viadukt Ehrenfriedersdorf (100 m) |
| Bahnhof (Strecke außer Betrieb) | 13,810                  | Ehrenfriedersdorf                     | 547 m                             |
| Haltepunkt / Haltestelle (Strecke außer Betrieb) | 15,910                  | Ehrenfriedersdorf Hp                  | 507 m                             |
| Bahnhof (Strecke außer Betrieb) | 17,230                  | Thum                                  | 507 m                             |
| Abzweig geradeaus und nach rechts (Strecke außer Betrieb) |                         | nach Wilischthal                      | nach Wilischthal                  |
| Brücke (Strecke außer Betrieb) | 18,260                  | EÜ An der alten Post (13 m)           | EÜ An der alten Post (13 m)       |
| Haltepunkt / Haltestelle (Strecke außer Betrieb) | 19,190                  | Jahnsbach                             | 560 m                             |
| Kulminations-/Scheitelpunkt (Strecke außer Betrieb) |                         | Scheitelpunkt                         | 617 m                             |
| Bahnhof (Strecke außer Betrieb) | 22,320                  | Hormersdorf                           | 590 m                             |
| Bahnhof (Strecke außer Betrieb) | 23,960                  | Auerbach (Erzgeb)                     | 543 m                             |
| Haltepunkt / Haltestelle (Strecke außer Betrieb) | 25,530                  | Auerbach (Erzgeb) Hp                  | 496 m                             |
| Brücke (Strecke außer Betrieb) | 26,548                  | Viadukt Gornsdorf (124 m)             | Viadukt Gornsdorf (124 m)         |
| Bahnhof (Strecke außer Betrieb) | 27,090                  | Gornsdorf                             | 463 m                             |
| Brücke (Strecke außer Betrieb) | 27,563                  | EÜ (22 m)                             | EÜ (22 m)                         |
| Brücke (Strecke außer Betrieb) | 27,650                  | EÜ (15 m)                             | EÜ (15 m)                         |
| Haltepunkt / Haltestelle (Strecke außer Betrieb) | 28,390                  | Gornsdorf Hp                          | 439 m                             |
| Brücke (Strecke außer Betrieb) | 29,061                  | EÜ Meinersdorfer Straße (22 m)        | EÜ Meinersdorfer Straße (22 m)    |
| Brücke über Wasserlauf (Strecke außer Betrieb) | 29,257                  | Zwönitzbrücke (34 m)                  | Zwönitzbrücke (34 m)              |
| Brücke (Strecke außer Betrieb) | 29,394                  | EÜ B 180 (15 m)                       | EÜ B 180 (15 m)                   |
| Kopfbahnhof Streckenende (Strecke außer Betrieb) | 29,780                  | Meinersdorf (Erzgeb)                  | 418 m                             |
| |                         | (Anschluss an Strecke Chemnitz–Adorf) |                                   |

Die Schmalspurbahn Schönfeld-Wiesa–Meinersdorf war eine sächsische Schmalspurbahn im mittleren Erzgebirge. Die knapp 30 km lange Schmalspurbahn diente neben dem Berufs- und Ausflugsverkehr vor allem der Papier- und Textilindustrie. Die Strecke mit 750 mm Spurweite verlief von Schönfeld über Geyer und Thum nach Meinersdorf und war Teil des sogenannten „Thumer Netzes“. Eröffnet wurde die Strecke in drei Abschnitten, 1888 von Schönfeld nach Geyer, 1906 erfolgte die Verlängerung bis Thum an die Schmalspurbahn Wilischthal–Thum und 1911 folgte das letzte Teilstück Thum–Meinersdorf. Auf dem Abschnitt Papierfabrik Schönfeld–Thum wurde 1967 der Verkehr eingestellt und zwischen Thum und Meinersdorf 1974/75. Lediglich ein Restgüterverkehr bis zu Papierfabrik Schönfeld blieb bis 1985 erhalten, danach wurde das Teilstück auf Normalspur umgespurt. Hier wurde in den 1990er Jahren der Verkehr eingestellt. Auf der Trasse verläuft heute teilweise ein Radweg, zudem hat Geyer 1976 die Lok 99 534 samt einigen Wagen als Denkmal aufgestellt.

## Geschichte

### Bahnbau und Eröffnung
In den 1850er Jahren entstanden erste Pläne für eine Bahnverbindung von Chemnitz nach Annaberg. Zahlreiche Städte und Gemeinden der betreffenden Gebiete wünschten, dass diese Strecke über ihr Gemeindegebiet führen sollte. Schlussendlich wurde die 1866 eröffnete Strecke Chemnitz–Flöha–Annaberg durch das Zschopautal geführt, damit erhielt das Gebiet um Thum und Geyer ebenso wie bei der 1875 eröffneten Bahnstrecke Chemnitz–Adorf noch keinen Bahnanschluss. Erst in den 1880er Jahren wurden weitere ernsthafte Pläne gefasst, die am Ende gebaute Strecke Buchholz–Schwarzenberg berührte aber Geyer ebenfalls nicht. Stattdessen wurde 1887 per Dekret der Bau einer Schmalspurbahn von Schönfeld nach Geyer beschlossen, nachdem 1886 schon eine Schmalspurbahn Wilischthal–Ehrenfriedersdorf mit einem Abzweig nach Thum eröffnet wurde. Die Vorarbeiten für die Strecke Schönfeld–Geyer liefen schon seit 1885, die eigentlichen Bauarbeiten begannen im Dezember 1887. Eröffnet wurde der Abschnitt Schönfeld–Geyer am 1. Dezember 1888.
Bereits kurz nach der Streckeneröffnung wurde über eine Verbindung von Geyer nach Ehrenfriedersdorf diskutiert. Beschlossen wurde der Bau 1898, die Bauarbeiten begannen aber erst 1904. Zugleich mit der Verbindung Geyer–Thum im Zuge der Erweiterung erhielt Thum auch einen neuen Bahnhof, der in Zukunft den Streckenmittelpunkt bilden sollte. Ebenso wurde der Abschnitt Herold–Ehrenfriedersdorf hinfällig, der Verkehr auf dem Teilstück am 30. April 1906 eingestellt und die Strecke anschließend abgebaut. Die Verlängerung bis Thum ging am 1. Mai 1906 in Betrieb, nachdem der neue Thumer Bahnhof bereits seit April 1906 von Wilischthal aus angefahren wurde.
Ebenfalls Ende der 1880er Jahre gab es Vorhaben für eine Verbindung von Thum nach Meinersdorf, 1900 wurde das Projekt beschlossen und die Arbeiten an diesem Streckenteil begannen 1908. Allerdings zogen sich die Bauarbeiten schleppend hin, so wurden 1909 nicht einmal 500 m Gleis eingebaut. Am 1. Oktober 1911 ging der Streckenteil nach Meinersdorf in Betrieb.

### Betrieb
Die Strecke gehörte zu den ersten Schmalspurbahnen Sachsens, wo Rollbockbetrieb durchgeführt wurde. Die ersten wurden noch 1888 von Unternehmern mit eigenen Anschlussgleis gekauft, bevor die Staatsbahn später auch auf eigene Kosten Rollböcke beschaffte. Nach 1900 wurden die Rollböcke schrittweise durch betriebssichere Rollwagen abgelöst.
Problematisch war auch der Verkehr in den schneereichen Wintern im Erzgebirge, insbesondere um Hormersdorf. Trotz Schneeschutzzäunen blieben mehrfach Züge stecken und der Verkehr fiel oft tagelang aus.
Während des Zweiten Weltkriegs wurden zahlreiche Betriebe in größeren Industrieregionen bombardiert. Daraufhin wurden viele Produktionen in ländlichere Regionen verlegt, daher wurden ab 1944 in den kriegsbedingt leerstehenden Textilfabriken in Auerbach, Hormersdorf und Thum Rüstungsgüter produziert. Anfänglich entstanden Flugzeugrümpfe für die Focke-Wulf Fw 190, in der zweiten Jahreshälfte 1944 wurde die Produktion auf Rümpfe der Focke-Wulf Ta 152 umgestellt. Noch während des Produktionsanlaufs wurden die Fertigung auf Flugzeugrümpfe der Messerschmitt Me 262 geändert. Durch verschiedene Probleme wurden aber nur wenige Stück produziert und mit der Schmalspurbahn versandt. Trotz der Rüstungsproduktion überstand die Schmalspurbahn den Zweiten Weltkrieg weitgehend unbeschädigt, einziger größerer Schaden war eine durch Tiefflieger beschädigte Dampflok.
Im Sommer 1974 wurden auf dem Abschnitt Meinersdorf–Thum für drei Wochen Schienenersatzverkehr durchgeführt, weil das Fernsehen den Opernfilm Fra Diavolo drehte. Dazu wurden zwei Lokomotiven der Baureihe 99.51–60 nach Thum umgesetzt und mit mehreren Wagen passend gestaltet sowie Jahnsbach als Terracina umdekoriert.

### Stilllegung
Der Verkehrsträgerwechsel wurde ab 1965 geplant, als Termin wurde 1969 festgelegt. Insbesondere der noch immer starke Güterverkehr sollte bis dahin stückweise auf andere Normalspurbahnhöfe verlegt werden. Aufgrund des äußerst schlechten Oberbauzustands wurden noch 1965/66 immer längere Langsamfahrstellen eingerichtet. So brauchten 1967 die Züge für die Strecke Schönfeld-Wiesa–Thum etwa 90 Minuten, da auf 9 km Streckenlänge nur noch 10 km/h erlaubt waren. Am 15. August 1967 erfolgte die Stilllegung des Abschnitts von Schönfeld-Wiesa nach Thum. Nur ein Restgüterverkehr zwischen Schönfeld-Wiesa bis zur Papierfabrik Schönfeld bei km 1,45 blieb weiterhin bestehen. Die Strecke wurde in Etappen abgebaut. Im Jahre 1968 baute man das Gleis zwischen dem Anschluss Papierfabrik und Haltestelle Tannenberg im Zuge einer Straßenverbreiterung ab, 1970 wurde Geyer erreicht. Von Sommer 1971 bis 5. Oktober 1972 baute man den Abschnitt Geyer–Thum ab.
Nachdem 1972 auch der Verkehr auf der Wilischthalbahn beendet wurde, blieb nur noch die Strecke Meinersdorf–Thum übrig. Doch auch hier sollte recht bald der Verkehrsträgerwechsel durchgeführt werden. Am 29. September 1974 wurde der Personenverkehr eingestellt, während der Güterverkehr noch bis zum 31. Dezember 1975 fortgeführt wurde.
Aufgrund des starken Gefälles vom Bahnhof Schönfeld-Wiesa zur Papierfabrik Schönfeld mussten weiterhin Dampflokomotiven eingesetzt werden und somit war der Zugbetrieb für die Deutsche Reichsbahn extrem unwirtschaftlich. Da die Papierfabrik nicht auf den Eisenbahnanschluss verzichten konnte, sollte der verbliebene Anschluss auf Normalspur umgebaut werden. Dies war aber erst 1985 möglich, als die Papierfabrik mehrere Monate für Umbauarbeiten die Produktion unterbrach. Am 15. April 1985 wurden die letzten Fahrten durchgeführt.

## Streckenbeschreibung

Vereinfachtes Höhenprofil der Strecke

### Betriebsstellen
Schönfeld-Wiesa ⊙

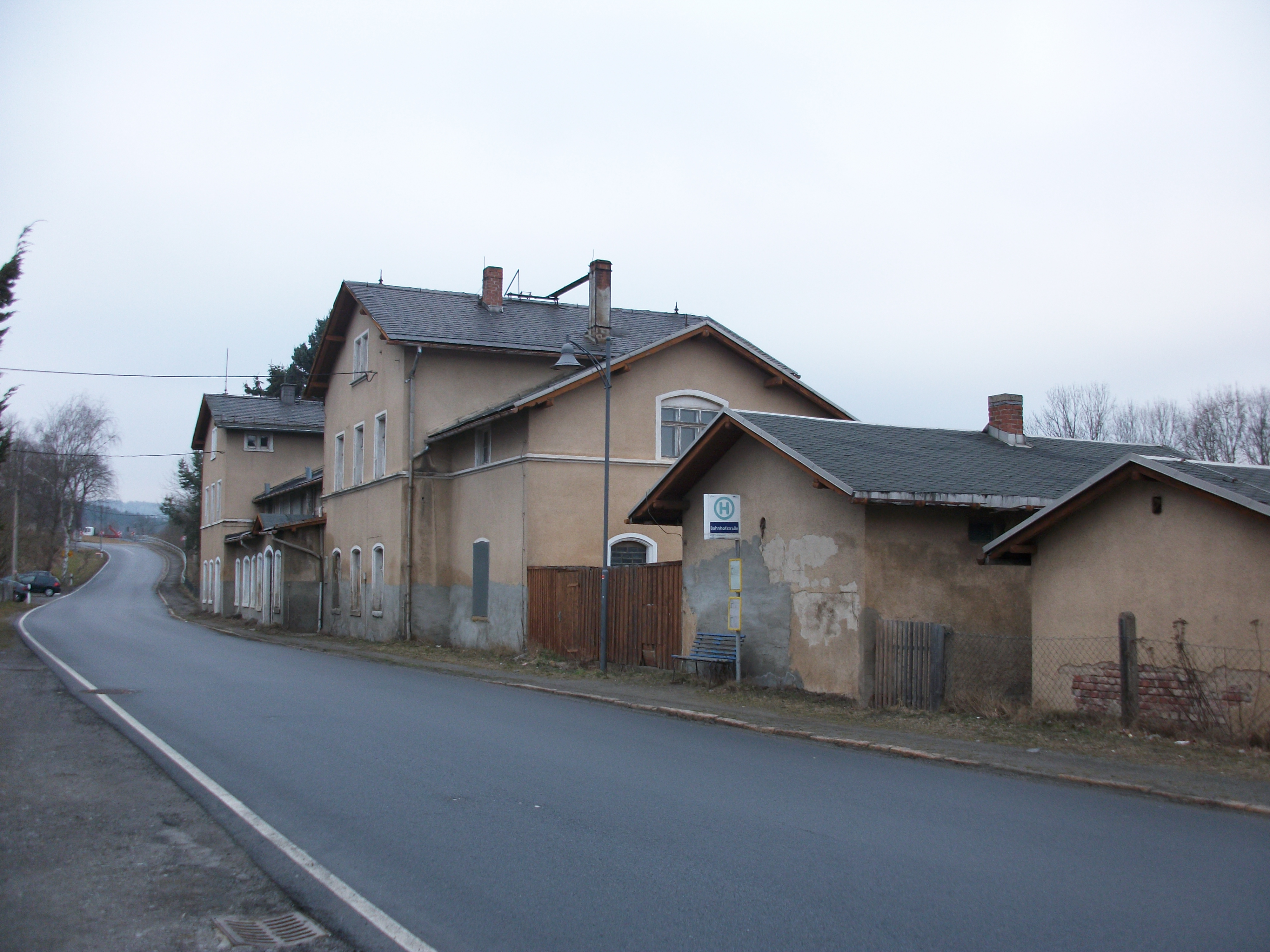
Bahnhof Schönfeld-Wiesa, Empfangsgebäude (2016)

Die Station trug vier verschiedene Namen, im Einzelnen waren dies:
- bis 30. November 1888: Schönfeld
- bis 23. Dezember 1904: Schönfeld Bahnhof
- bis 30. April 1908: Schönfeld (Zschopautal) Bahnhof
- ab 1. Mai 1908: Schönfeld-Wiesa

Die Station wurde 1866 zusammen mit der Strecke von Chemnitz nach Annaberg eröffnet. Zunächst noch unbedeutend, wurde der Bahnhof mit dem Schmalspurbau umfassend erweitert. Die drei Bahnsteiggleise – zwei für die Regelspur und eins für Schmalspur – wurden 1906 um ein weiteres regelspuriges Bahnsteiggleis ergänzt, damit einher ging eine Erweiterung der Bahnanlagen nach Norden. Obwohl der Bahnhof komplett auf dem Gemeindegebiet von Wiesa lag, wurde er zunächst nach dem etwas entfernt liegenden Ort Schönfeld benannt. Erst auf Bestreben der Gemeinde Wiesa erhielt er den Doppelnamen Schönfeld-Wiesa.
Nach der 1967 erfolgten Streckenstilllegung zwischen der Papierfabrik Schönfeld und Thum wurde von hier aus ein Restgüterverkehr bis zur Papierfabrik Schönfeld bis zum 15. April 1985 aufrechterhalten. Nachdem im Sommer 1985 dieser Streckenrest umgespurt wurde, wurde die Anschlussbahn bis Anfang der 1990er Jahre bedient. 2007 wurde die Station an der Zschopautalbahn durch den ortsnaheren Haltepunkt Wiesa ersetzt.
Schönfeld (Zschopautal) ⊙

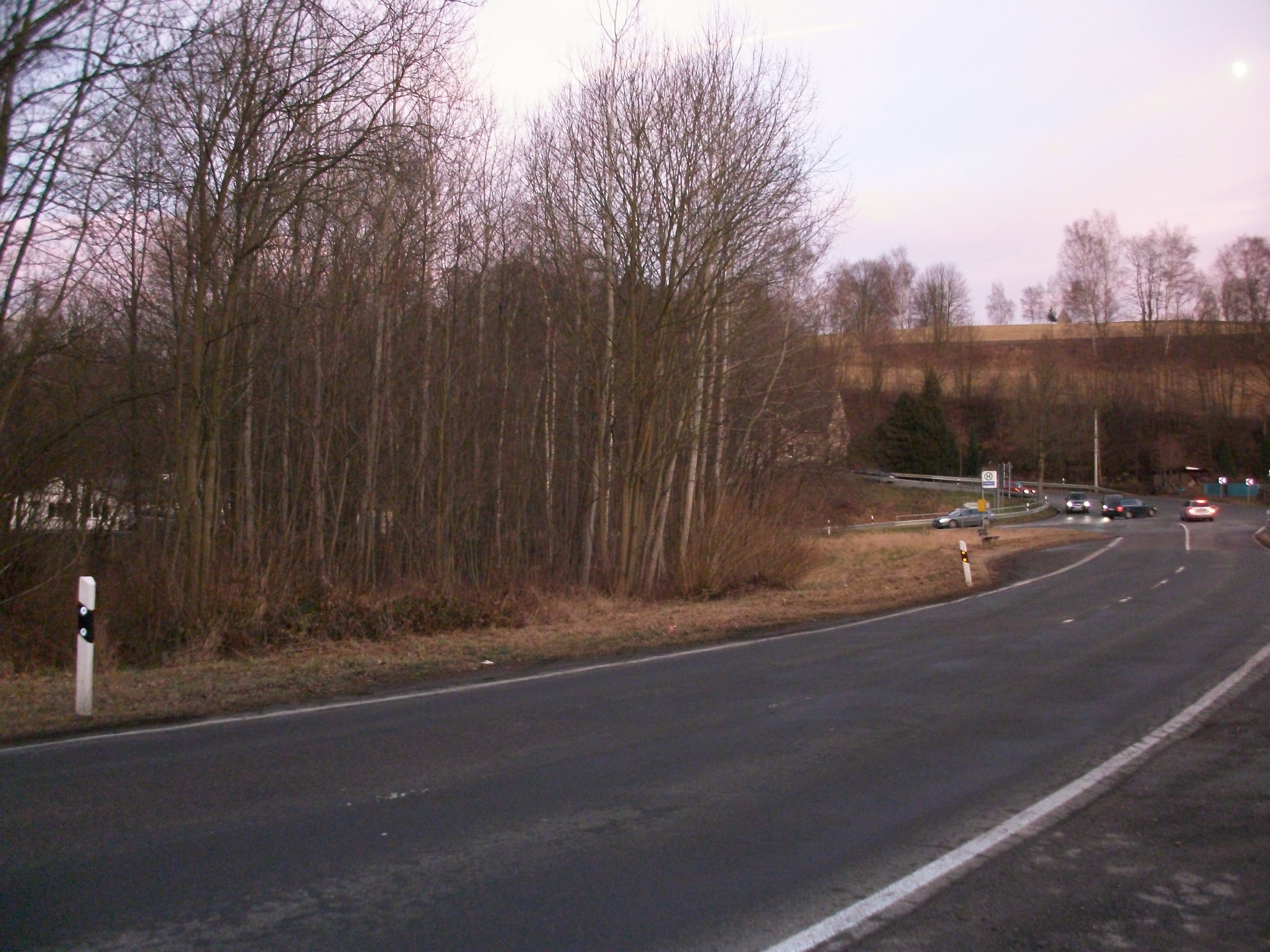
Lage des ehem. Hp Schönfeld (Zschopautal), links (2016)

Der Haltepunkt erhielt zur Streckeneröffnung 1888 keinerlei Hochbauten. 1912 wurde ein Freiabtritt errichtet und Ende der zwanziger Jahre eine Wartehalle. Bis zum 23. Dezember 1904 wurde er als „Schönfeld (Zschopautal) Haltepunkt“ bezeichnet und ab 1908 als „Schönfeld (Zschopautal)“ geführt. Die Station befand sich nahe der heutigen Bushaltestelle „Schönfeld, Zschopautal“ in einer Kurve zwischen der „Annaberger Straße“ und der „Tannenberger Straße“ in Schönfeld. Von ihr sind heute keine Überreste mehr vorhanden. Der Bahndamm ist mit Gebüsch zugewachsen.
Tannenberg Ost ⊙

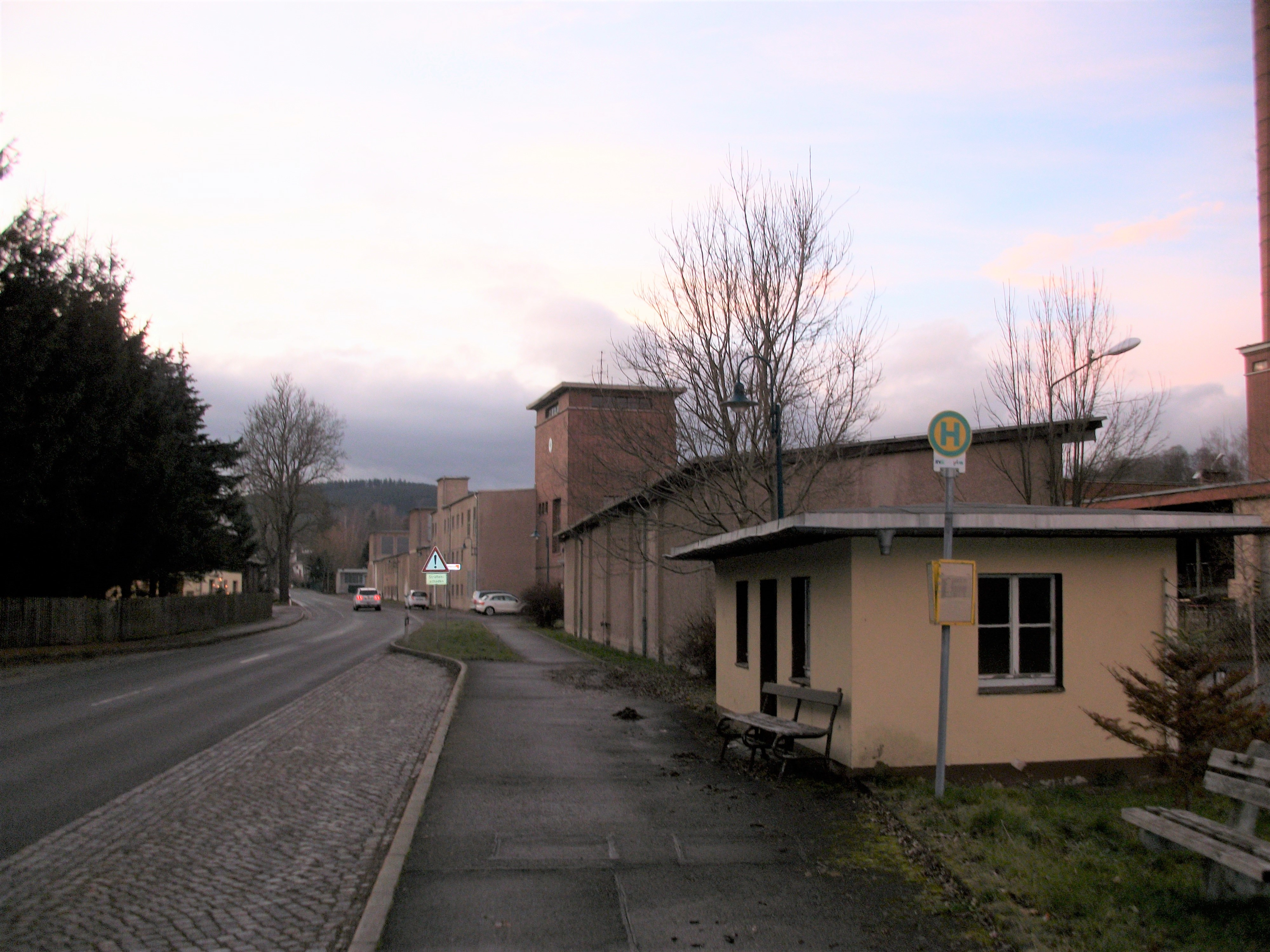
Bahnhof Tannenberg Ost, Blick Richtung Thum (2016)

Hier wurde 1927 ein Kunstseidenveredelungswerk mit eigenem Gleisanschluss errichtet. Ein dabei entstandenes Baugleis wurde 1928 zur nichtöffentlichen Kreuzungsstelle ausgebaut. Ab 1950 fand hier auch Personenverkehr statt, ab 1951 wurde der die Station als Tannenberg Ost bezeichnet. In den letzten Betriebsjahren wurde das Kreuzungsgleis kaum noch genutzt und war 1967 schon nicht mehr vorhanden.
Tannenberg ⊙

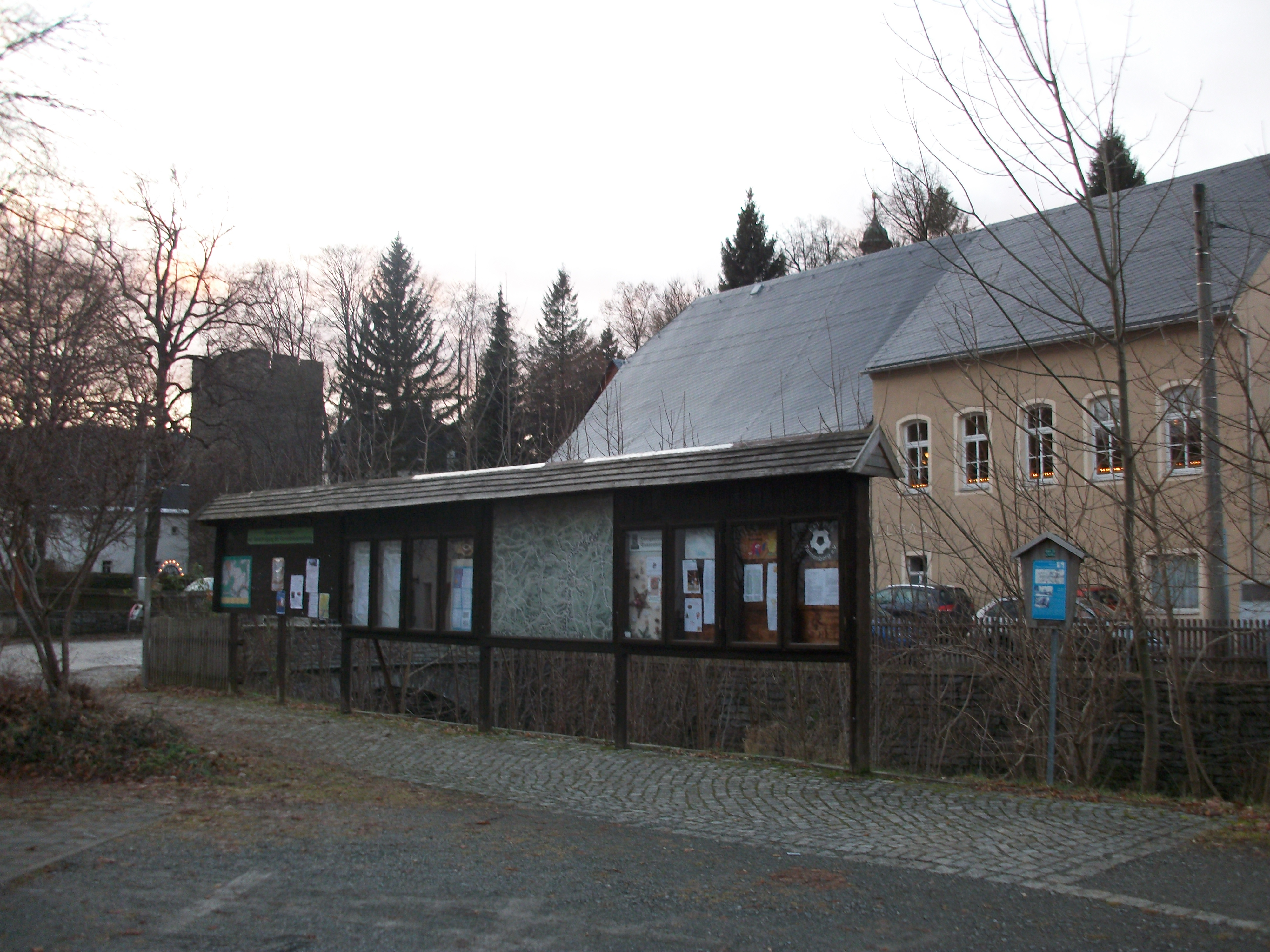
Haltestelle Tannenberg (2016)

Die Station lag unmittelbar neben der Zschopau, die für die Einrichtung der Haltestelle verlegt wurde. Die anfangs vorhandene Wartehalle und der Freiabtritt wurden in den 1920er Jahren durch ein Dienstgebäude mit angebautem Güterschuppen ersetzt. An Gleisanlagen bestanden neben dem durchgehenden Hauptgleis nur ein Kreuzungsgleis.
Obertannenberg ⊙
Der Haltepunkt Obertannenberg war äußerst spartanisch ausgestattet, er bestand nur aus einem Bahnsteig und einem Stationsschild. Aufgrund der geringen Nutzung wurde er 1924 geschlossen, allerdings später erneut für den Personenverkehr eröffnet. Auch kam später noch eine Bude mit einem Fernsprecher hinzu. Auf der gegenüber liegenden ehemaligen Bahnhofsgaststätte ist noch die einstige Beschriftung erhalten geblieben.

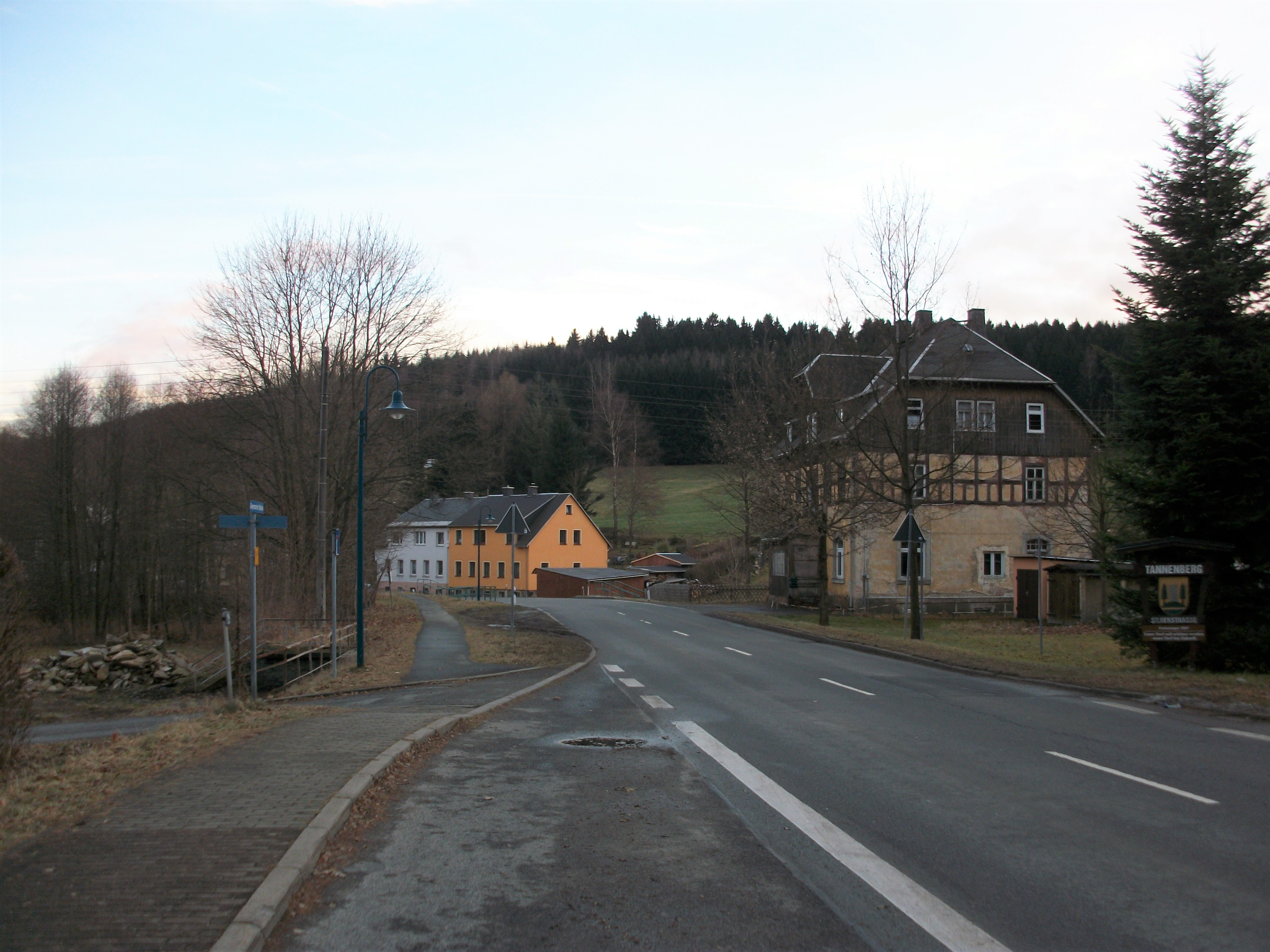
Haltepunkt Obertannenberg (2016)
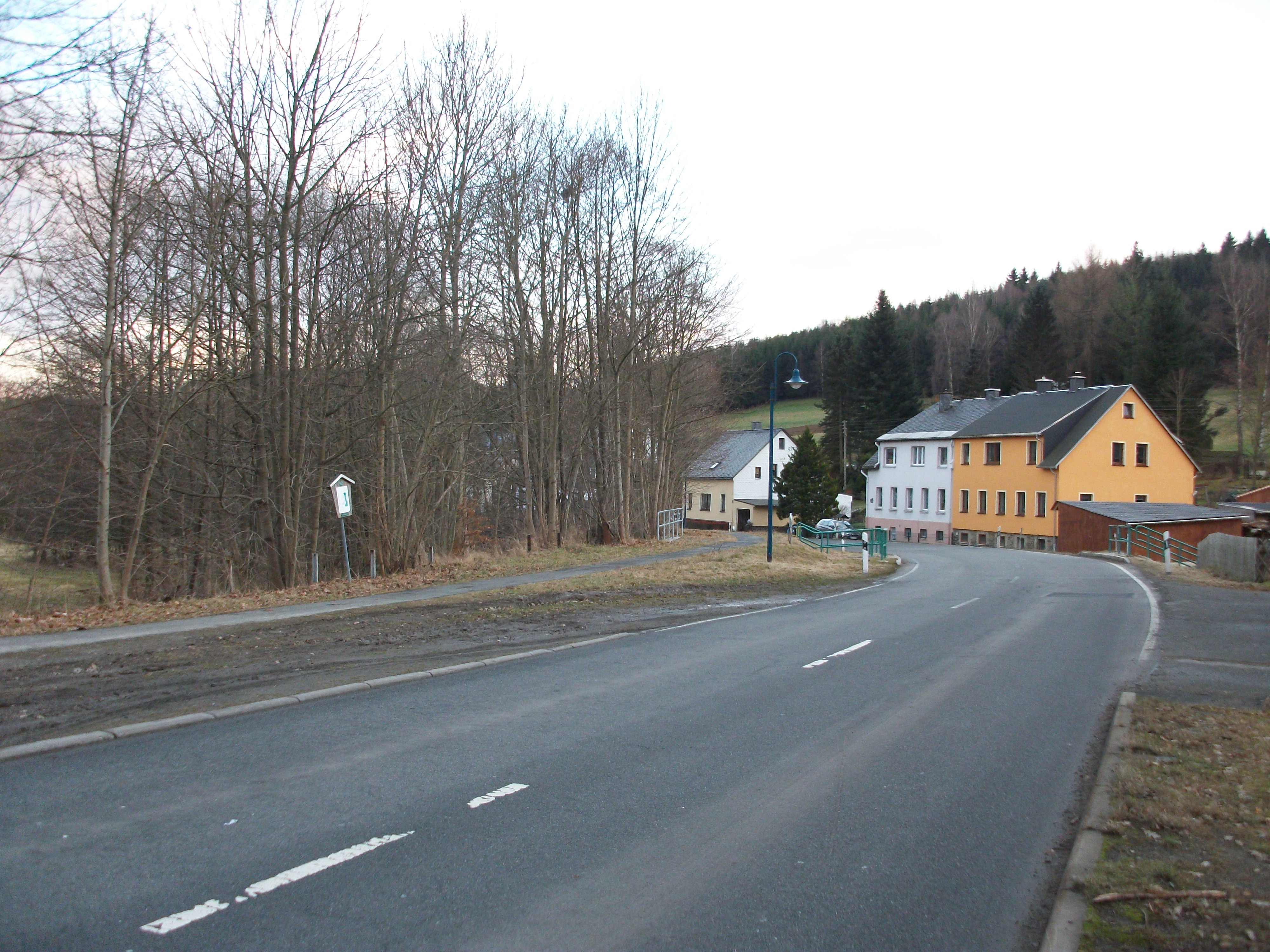
Haltepunkt Obertannenberg, Blick Richtung Schönfeld-Wiesa (2016)
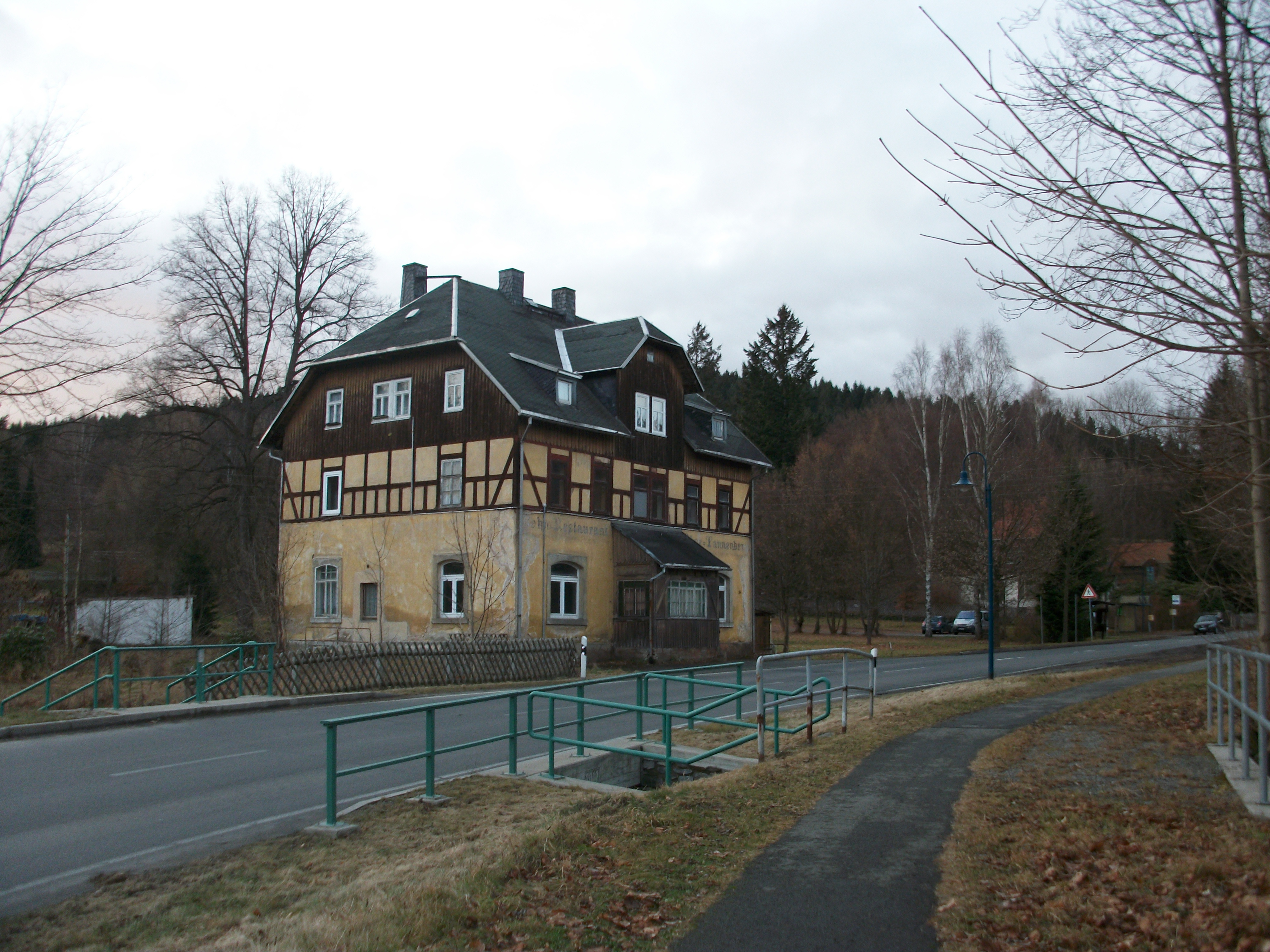
Haltepunkt Obertannenberg, ehem. Bahnhofsrestaurant (2016)

Siebenhöfen ⊙

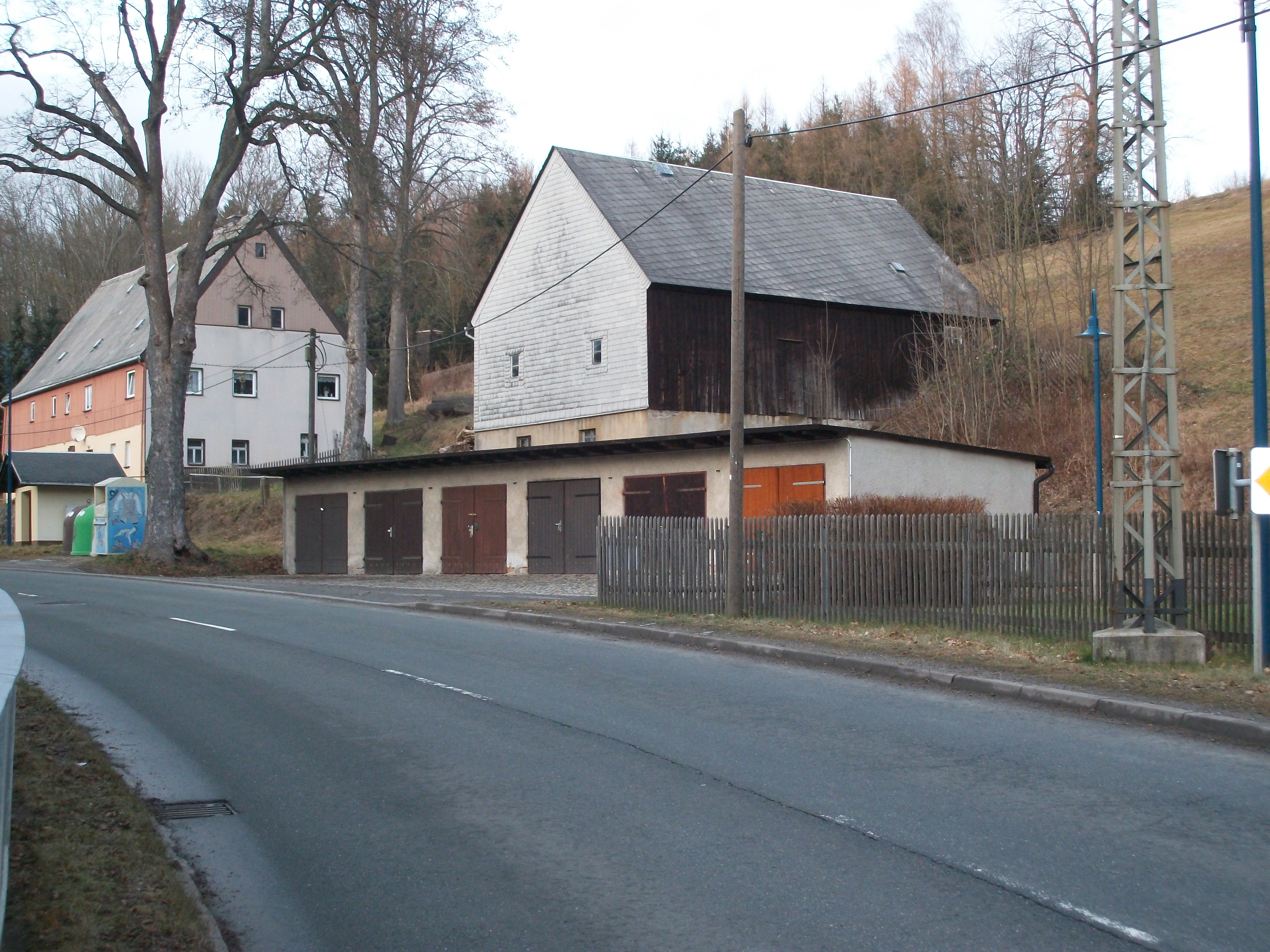
Ehemaliger Standort des Haltepunkts Siebenhöfen (2016)

Der Haltepunkt Siebenhöfen wurde mit Inbetriebnahme der Strecke nach Geyer 1888 ohne Hochbauten eröffnet. Die gegenüber liegende Spinnerei, auch als Evans-Fabrik bekannt, hatte
durch ein Abzweiggleis und eine Verladegrube die Möglichkeit, ihre Produkte auf Bahnwaggons zu verladen. Im Zuge einer Verlängerung des Bahnsteiges 1912/13 erhielt der Haltepunkt eine Wartehalle und einen Freiabtritt. Der Haltepunkt wurde mangels Verkehrsaufkommen 1924 geschlossen, aber 1929 als Bedarfshaltestelle wiedereröffnet. Die Wartehalle wurde in den 1930er Jahren an den Haltepunkt Geyer versetzt.
Geyer Hp ⊙

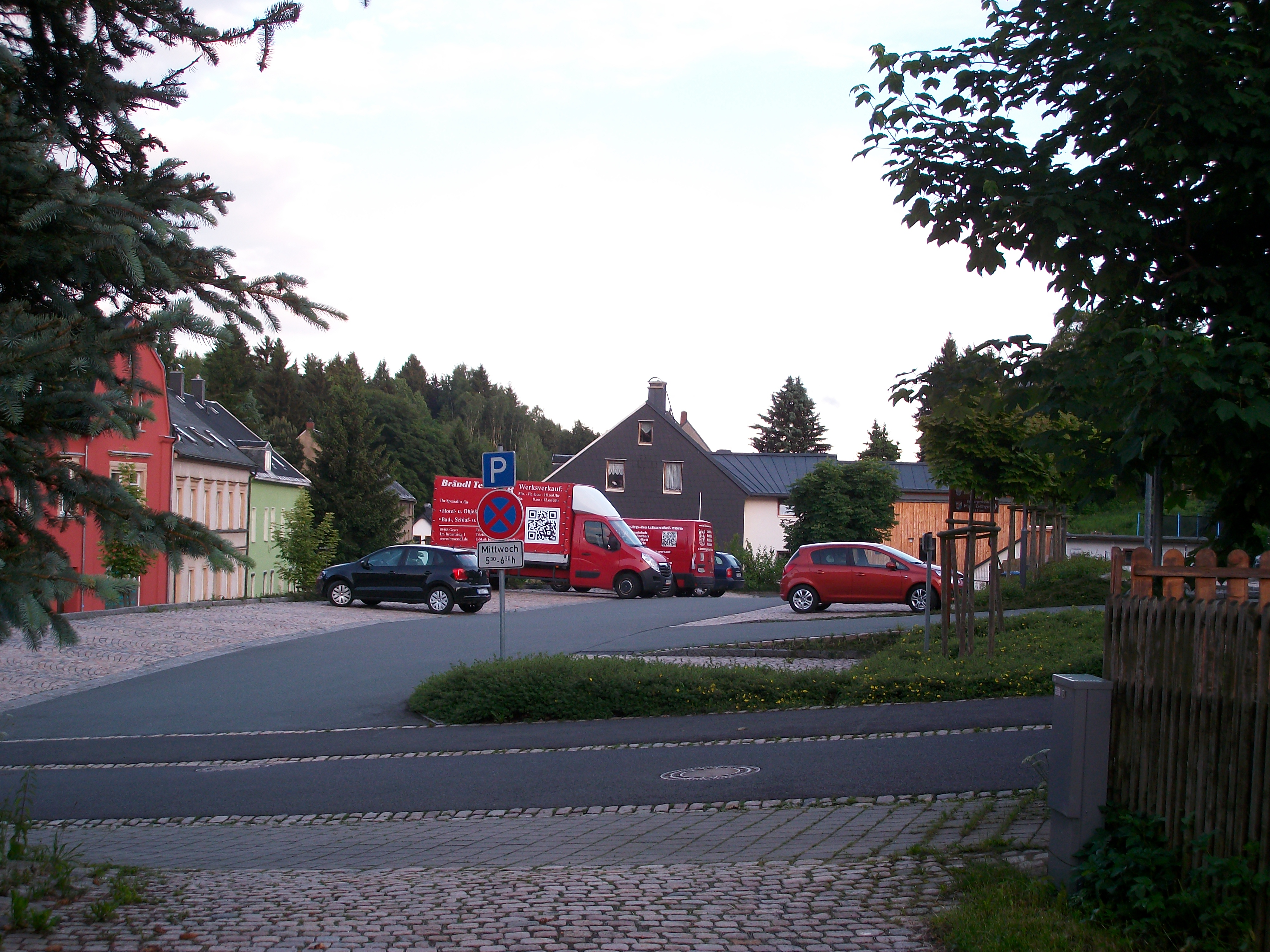
Haltepunkt Geyer, Richtung Thum (2016)

Der Haltepunkt lag direkt im Stadtzentrum als der höher liegende Bahnhof, bestand zur Streckeneröffnung aber nur aus einem Bahnsteig. Erst in den 1930er Jahren erhielt der Haltepunkt die Wartehalle aus Siebenhöfen. Zwischen 1944 und 1949 war der Haltepunkt geschlossen, schon zuvor war der Betrieb wegen der hohen Kosten von der Stadt Geyer unterstützt worden. Am Standort am „Altmarkt“/„Annaberger Straße“ sind keine Hochbauten mehr vorhanden. Auf dem Areal befindet sich ein Parkplatz.
Geyer ⊙
Der Bahnhof wurde mit Streckeninbetriebnahme 1888 als Endbahnhof, mit einem Empfangsgebäude angrenzendem Güterschuppen (mit einer Luke), einem zweiständigen Lokschuppen mit Wasserstation und Wasserkran sowie einer Löschgrube vor dem Schuppen, eröffnet. Weiterhin bestanden ein Wirtschaftsgebäude mit Freiabtritt.
Mit der Erweiterung der Strecke nach Thum 1906 erhielt der Lokschuppen einen Anbau für ein drittes Gleis. Eine Erweiterung der Gleisanlagen folgte 1915/16. Nach Brand des Güterschuppens (Anfang der zwanziger Jahre) wurde der Güterschuppen neu errichtet und um eine Luke erweitert. Der Bahnhof ist Station der Dampfbahn-Route Sachsen. Am Standort in der „Bahnhofstraße“ ist der Lokschuppen noch vorhanden, das Empfangsgebäude mit Güterschuppen wurde 2016 abgerissen. Das Ensemble wird von einer Dampflokomotive mit Waggons und historischem Stationsschild ergänzt.

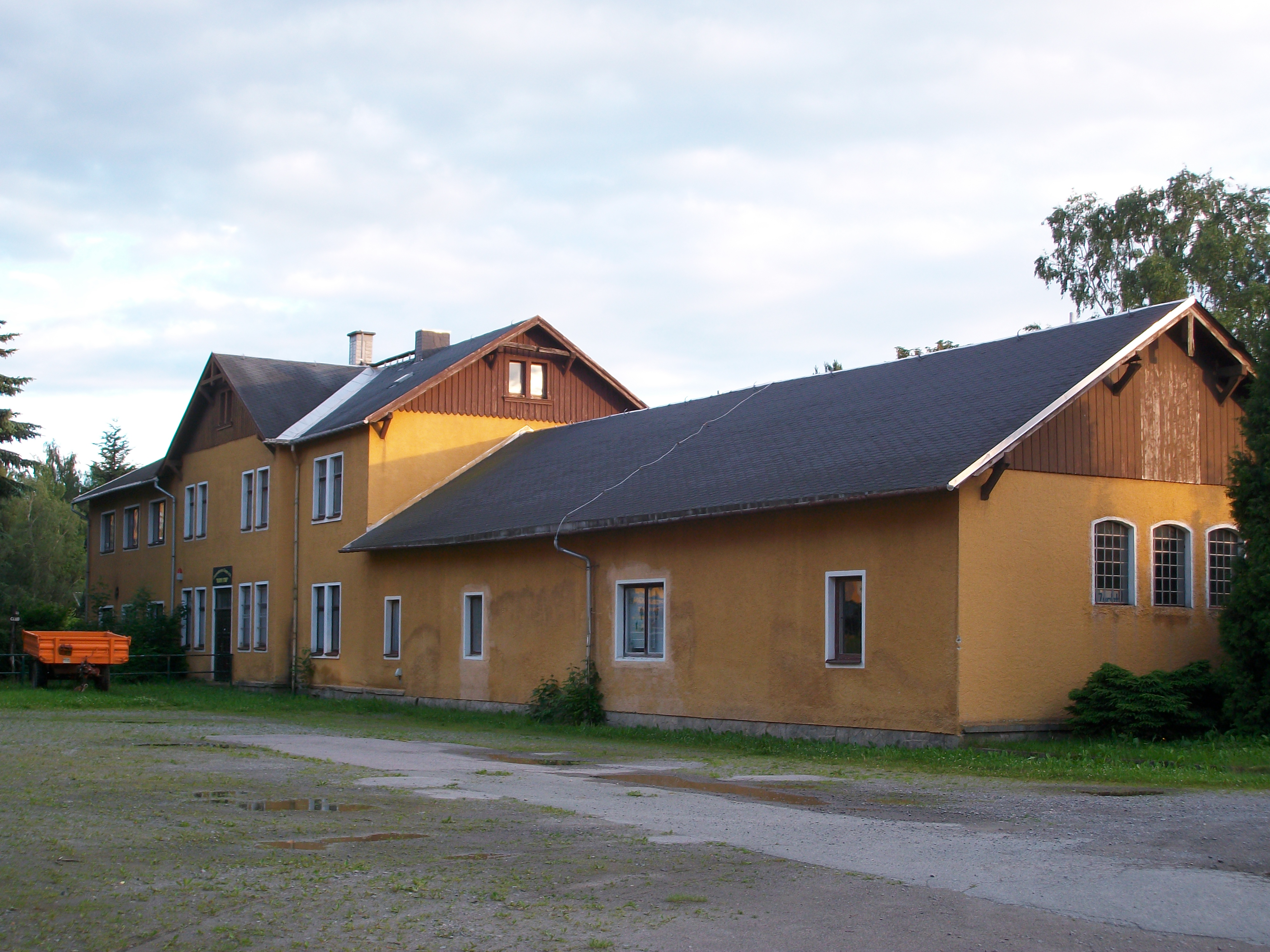
Bahnhof Geyer, Empfangsgebäude (2016)
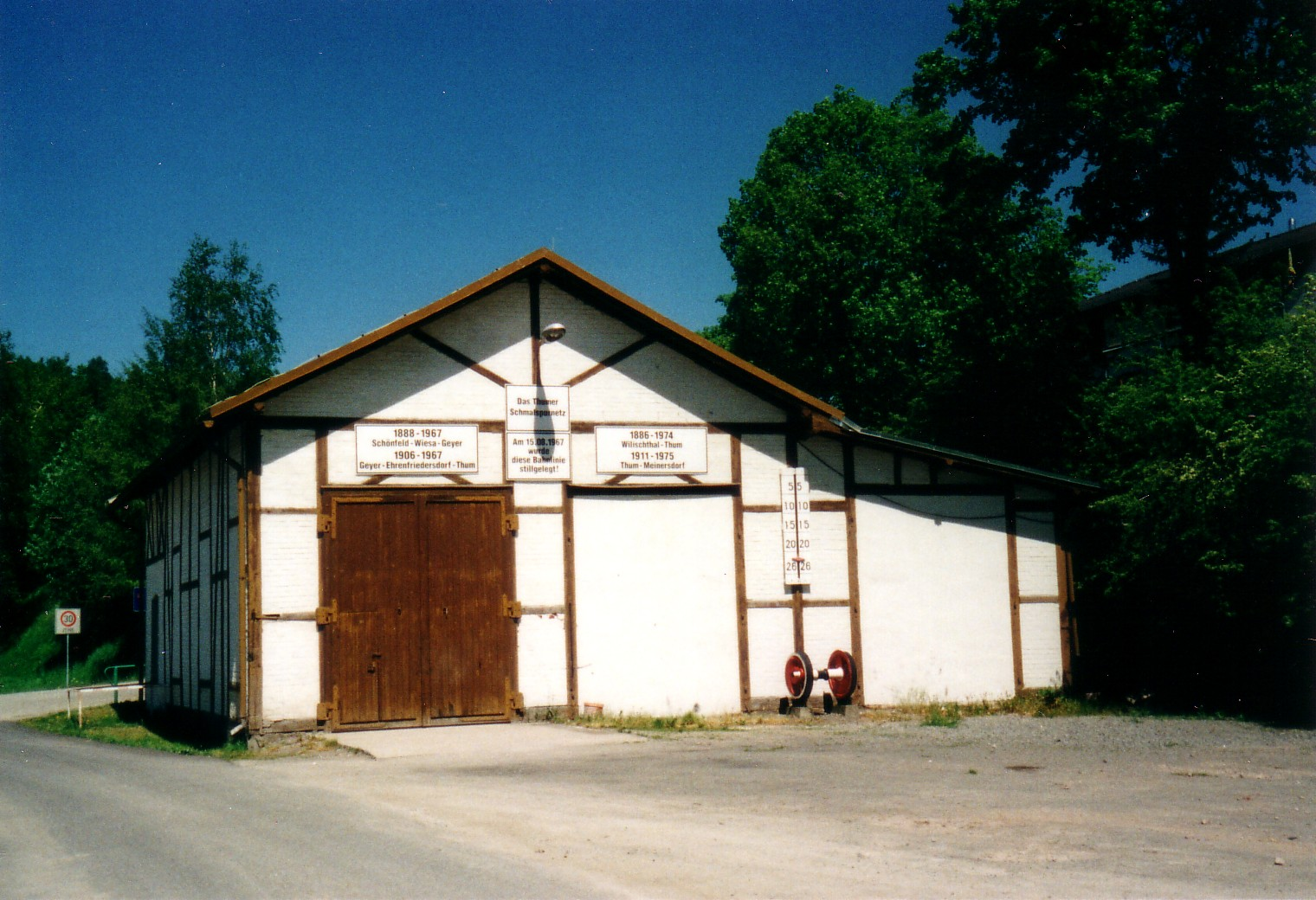
Ehemaliger Lokschuppen in Geyer (2000)
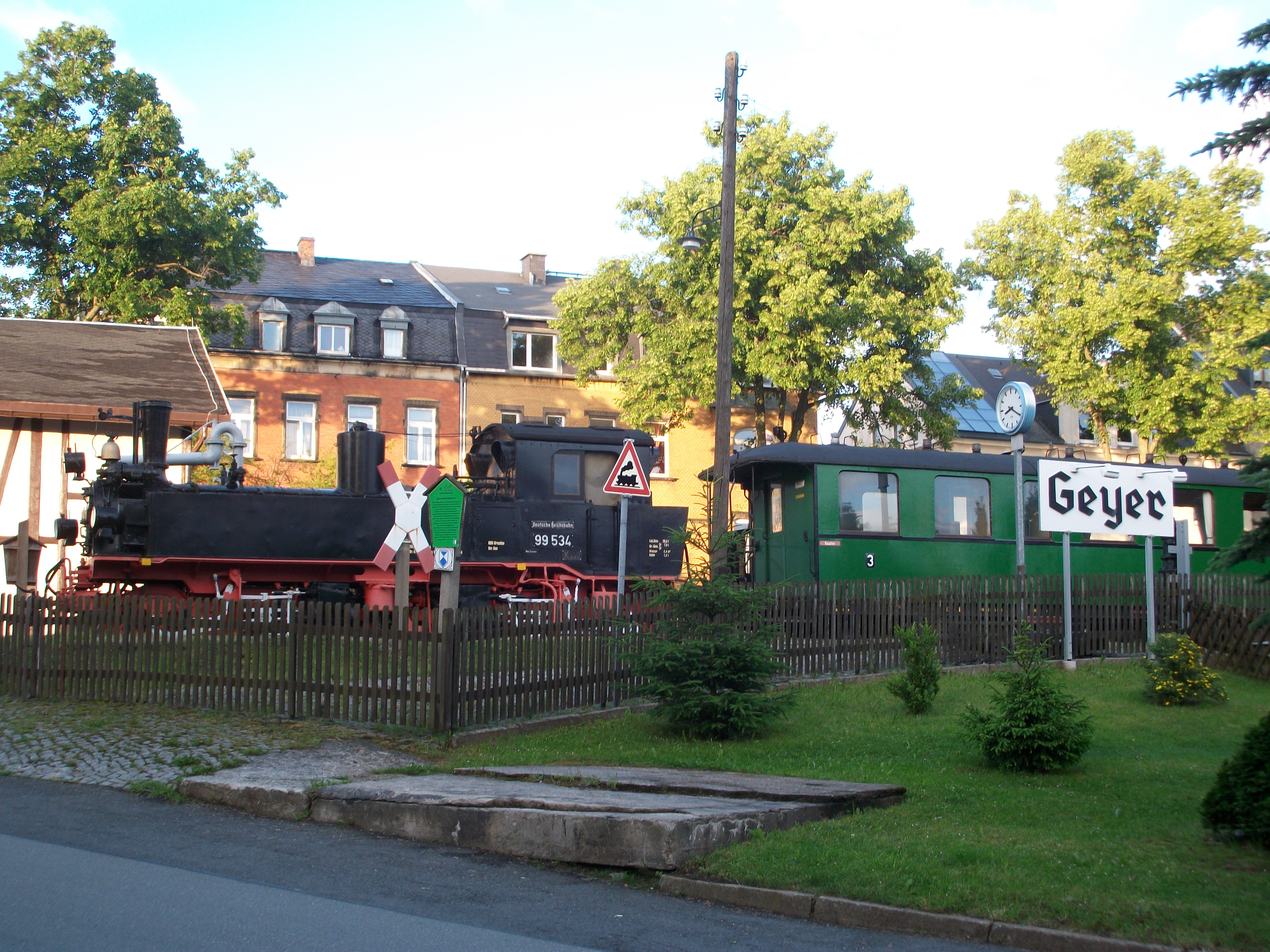
Bahnhof Geyer (2016)
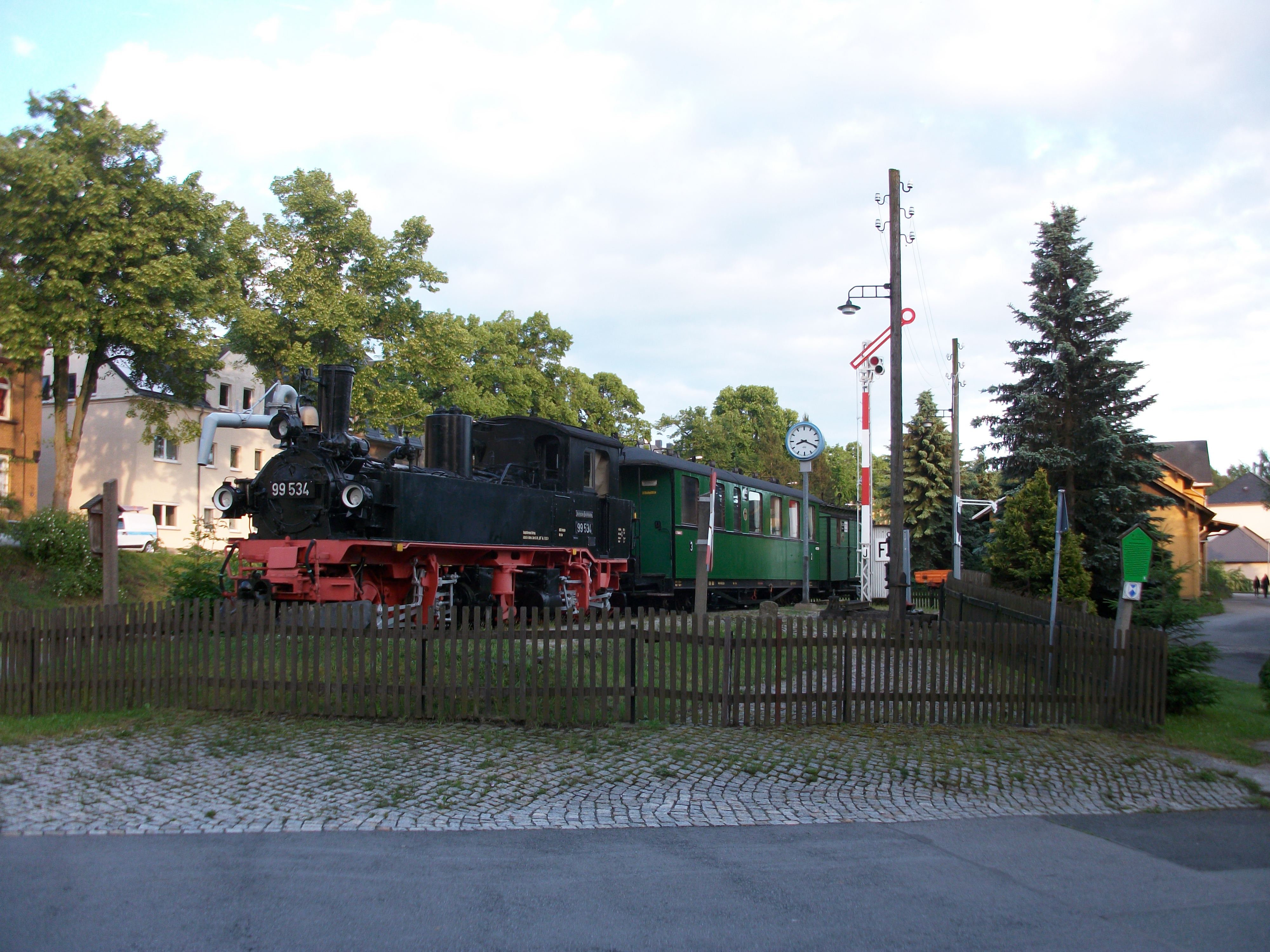
Bahnhof Geyer, Museumszug (2016)
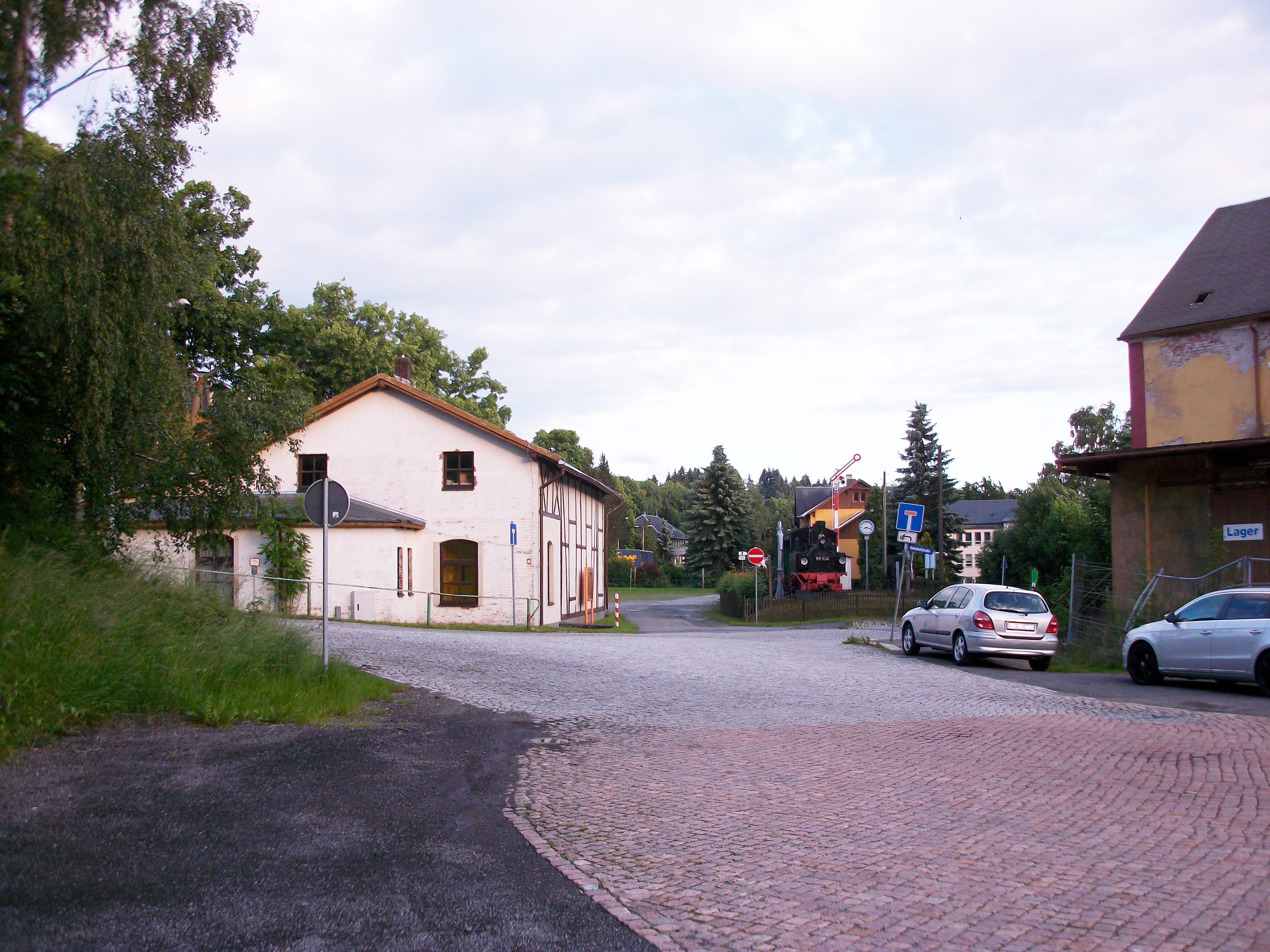
Bahnhof Geyer, Einfahrt aus Richtung Schönfeld-Wiesa (2016)

Ehrenfriedersdorf ⊙

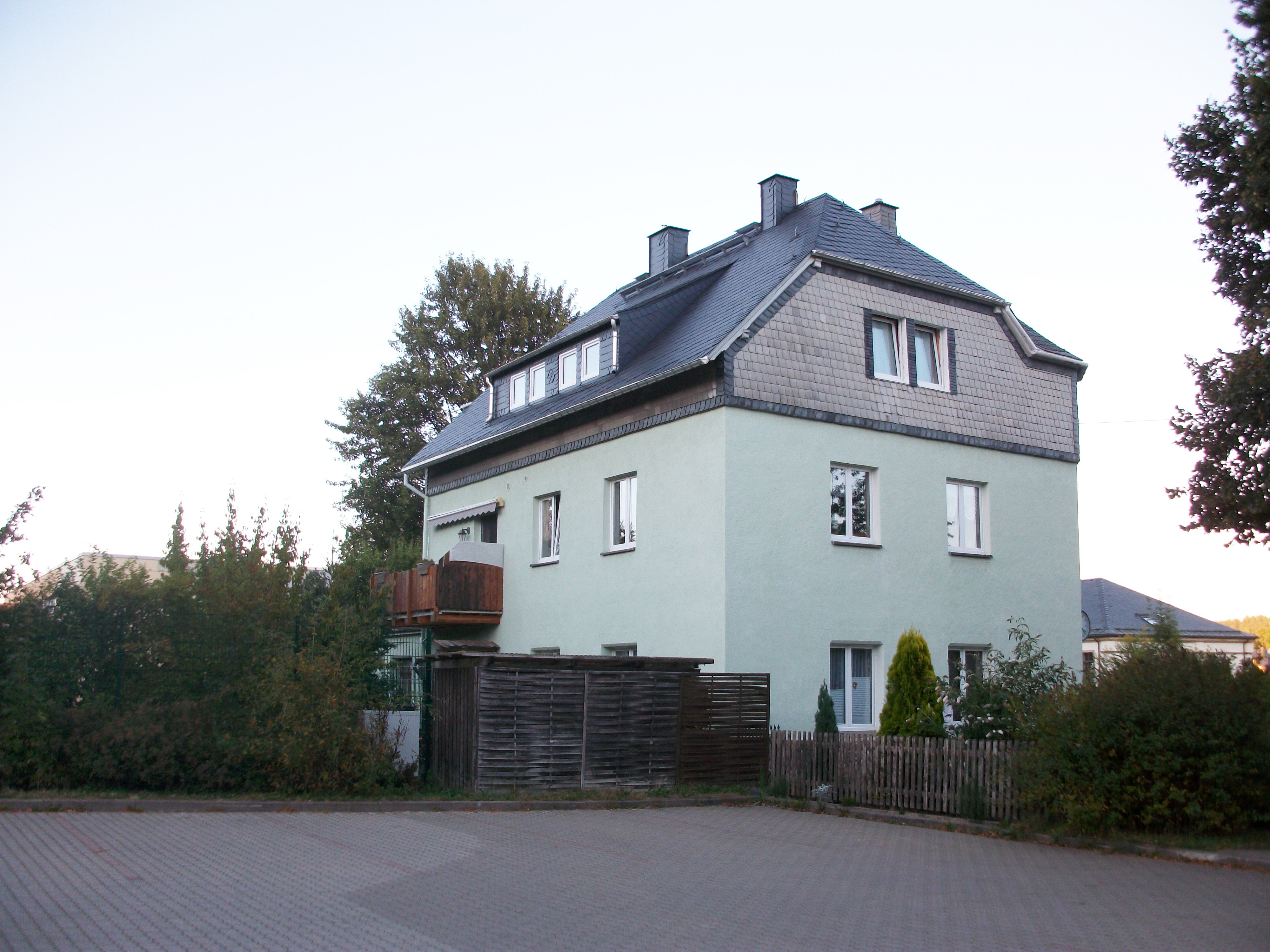
Bahnhof Ehrenfriedersdorf (neu), Empfangsgebäude Gleisseite (2016)

Der Bahnhof Ehrenfriedersdorf war der zweite Bahnhof von Ehrenfriedersdorf. Der erste hatte sich bis 1906 nahe der Chemnitzer Straße befunden und lag am Ende der Zweigstrecke von Oberherold an der Strecke Wilischthal–Thum. Der neue Bahnhof besaß einen großen Güterschuppen samt angebauter Rampe, ein Empfangsgebäude und ein Wirtschaftsgebäude. Neben zwei Bahnsteiggleisen gehörten auch eine Gleiswaage sowie ein Lademaß zu den Anlagen. In den 1930er Jahren entstand zudem noch ein Bockkran an der Ladestraße. Neben beiden Einfahrsignalen waren auch einige Weichen ferngesteuert. Mit der Einstellung des Personenverkehrs wurde die Station am 16. August 1967 zum Güterbahnhof, bevor der Schienenverkehr am 1. November 1968 ganz eingestellt wurde. Das Empfangsgebäude ist bis heute an seiner Bahnhofsuhr zu erkennen. Es befindet sich in der „Max-Wenzel-Straße“ im Westen des Orts.
Ehrenfriedersdorf Hp ⊙

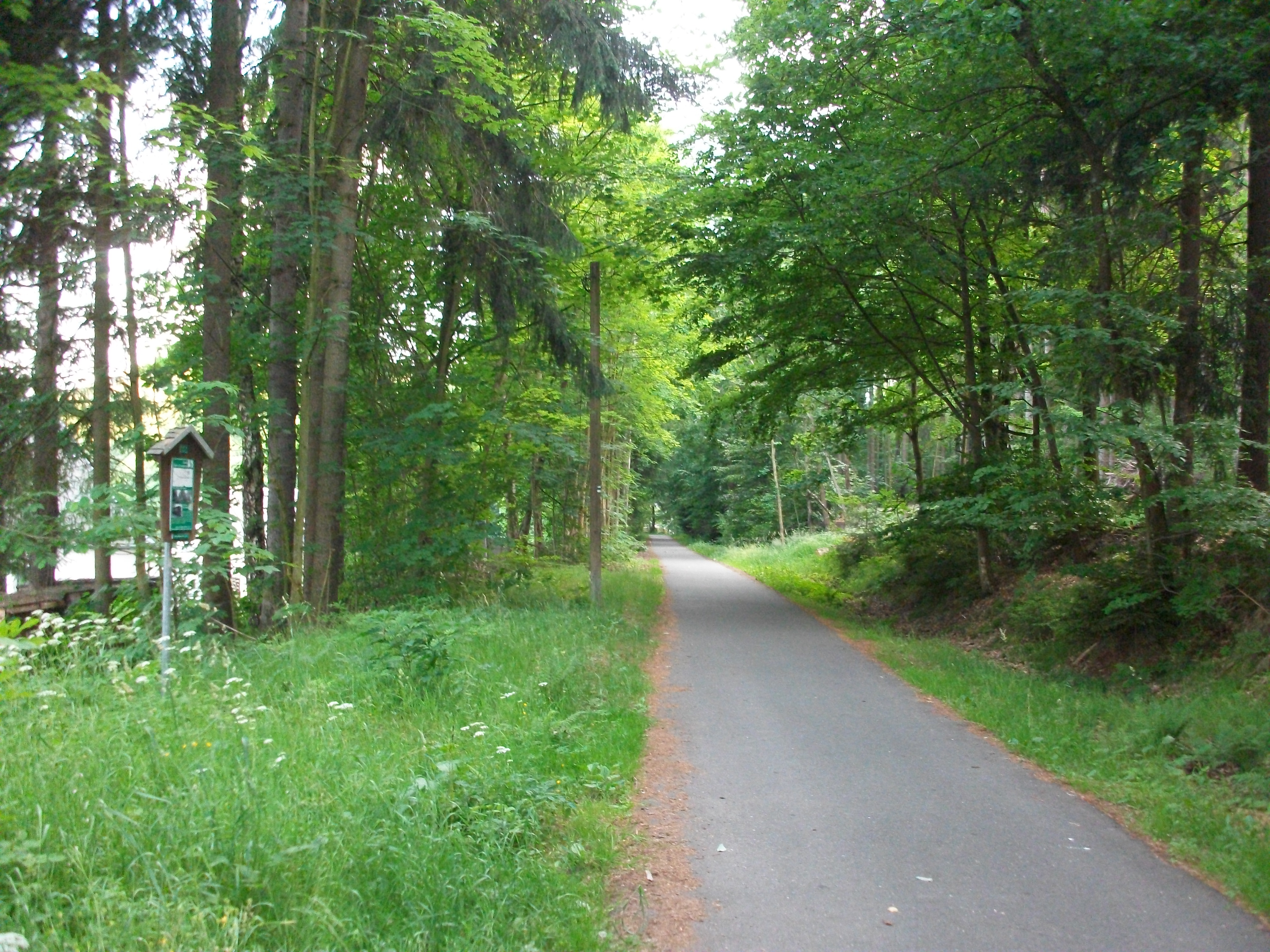
Ehemaliger Haltepunkt Ehrenfriedersdorf mit Informationstafel (2017)

Mit Inbetriebnahme der Strecke von Geyer nach Thum 1906 wurde neben dem neuen Bahnhof auch Ehrenfriedersdorf Hp im äußersten Norden des Stadtgebiets eröffnet. Er besaß ein Wartehäuschen und ab 1912 einen Freiabtritt. Der Haltepunkt wurde 1924 geschlossen, aber als Bedarfshaltepunkt 1934 wiedereröffnet. Der Wagenkasten wurde 1967 zerstört. Am einstigen Standort an der „Thumer Straße“ nahe der Bundesstraße 95 an der Straßenabzweigung nach Herold sind heute noch Fundamentreste der Hochbauten erkennbar. Eine Informationstafel erinnert an die Station. Die Trasse wurde zu einem Radweg umfunktioniert.
Thum ⊙

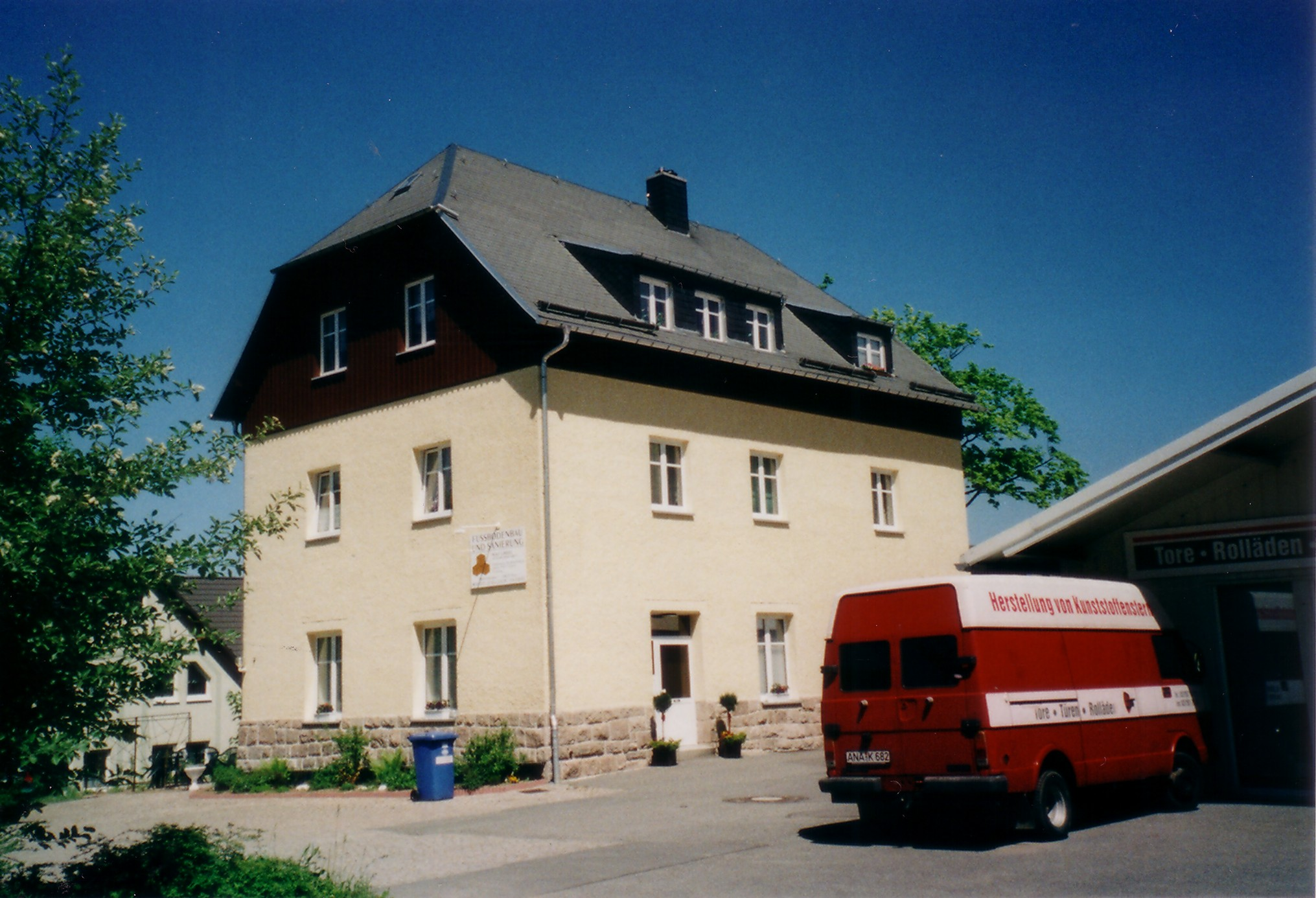
Ehemaliges Empfangsgebäude des Bahnhofs Thum (2000)

Der Bahnhof Thum war von Mai 1906 bis zur Schließung 1975 betrieblicher Mittelpunkt. Auf dem Gelände wurden Empfangsgebäude, Nebengebäude mit Freiabtritt, ein Wagenschuppen, ein Güterschuppen, ein Lademaß, eine Gleisbrückenwaage und eine Seitenladerampe mit Ladestraße errichtet. Am Bahnsteigende in Richtung Geyer befand sich zwischen den Gleisen ein Wasserkran.
Auf dem Bahnhofsgelände in Thum stand von 1906 bis 1911 ein zweiständiger Lokschuppen mit Wasserstation, Wasserkran und Löschgrube. 1911 kam ein drittes Abstellgleis hinzu. 1934 erfolgte der Abriss des alten Lokschuppens. An dessen Stelle folgte ein Lokschuppen mit vier Doppelständen und ein zweigleisiger Schuppen für Wagenreparaturen. Es war der größte Lokomotivschuppen der Sächsischen Schmalspurbahnen. Im Oktober 2013 wurde das Gebäude für den geplanten Neubau eines Pflegeheimes am Standort abgerissen.
Jahnsbach ⊙
Mit Inbetriebnahme der Strecke Thum–Meinersdorf wurde am 1. Oktober 1911 auch der Bahnhof Jahnsbach eröffnet. An Hochbauten erhielt die 1933 zur „Haltestelle Jahnsbach“ herabgestufte Station eine Wartehalle, ein Nebengebäude mit Freiabtritt, einen Güterschuppen (drei ähnliche befanden sich in Hormersdorf, Auerbach und Gornsdorf) mit angrenzender Seitenladerampe, zwei Bahnsteige, ein Lademaß sowie eine Ladestraße. Die Station ging mit Stilllegung des Streckenabschnitts Thum–Meinersdorf am 1. Januar 1976 außer Betrieb. Die Haltestelle Jahnsbach befinde sich am südlichen Ortsrand an der „Geyerschen Straße“. Die hölzerne Wartehalle, der Abort und der Güterschuppen sind am Standort originalgetreu erhalten.

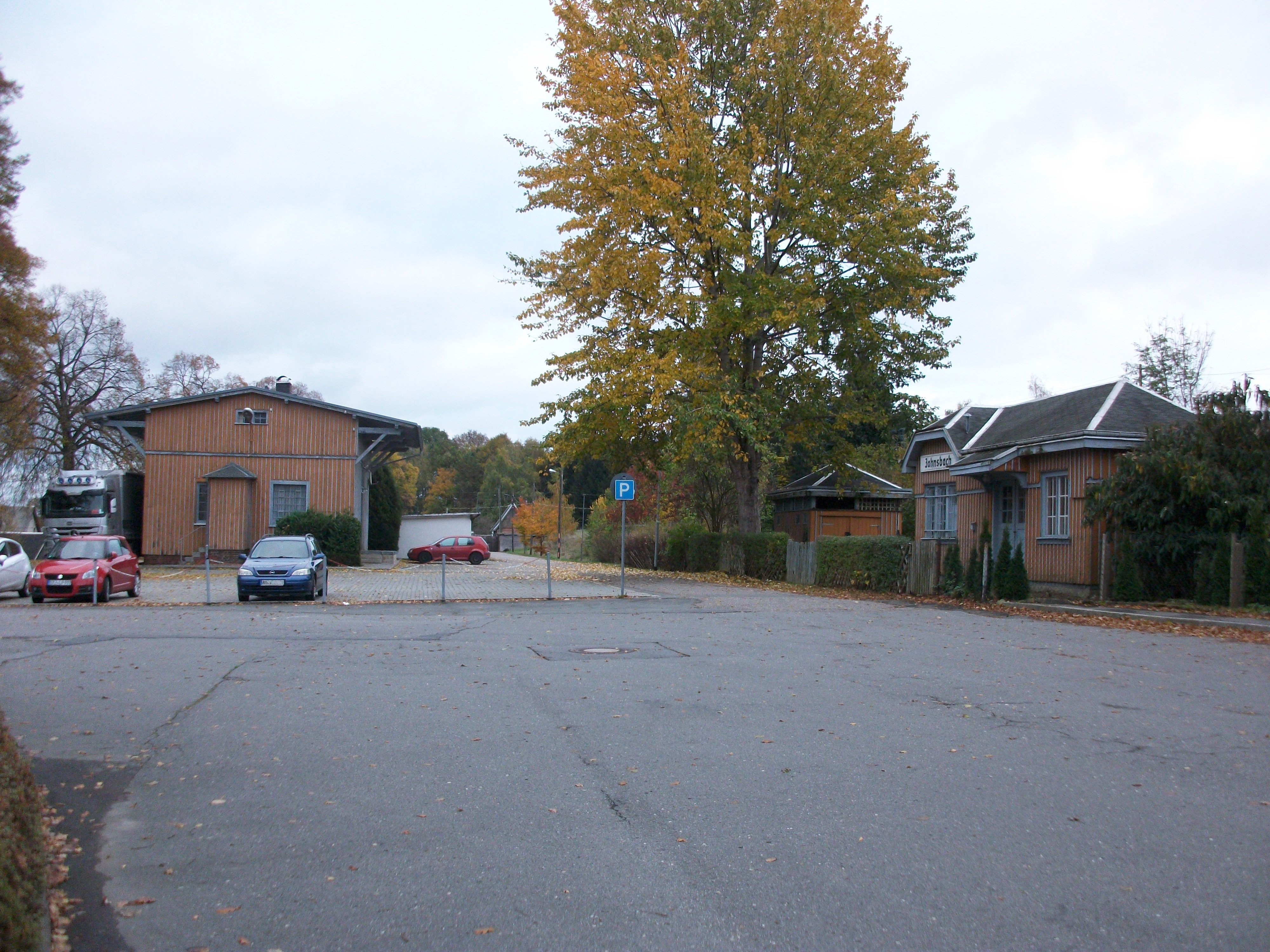
Haltestelle Jahnsbach (2016)
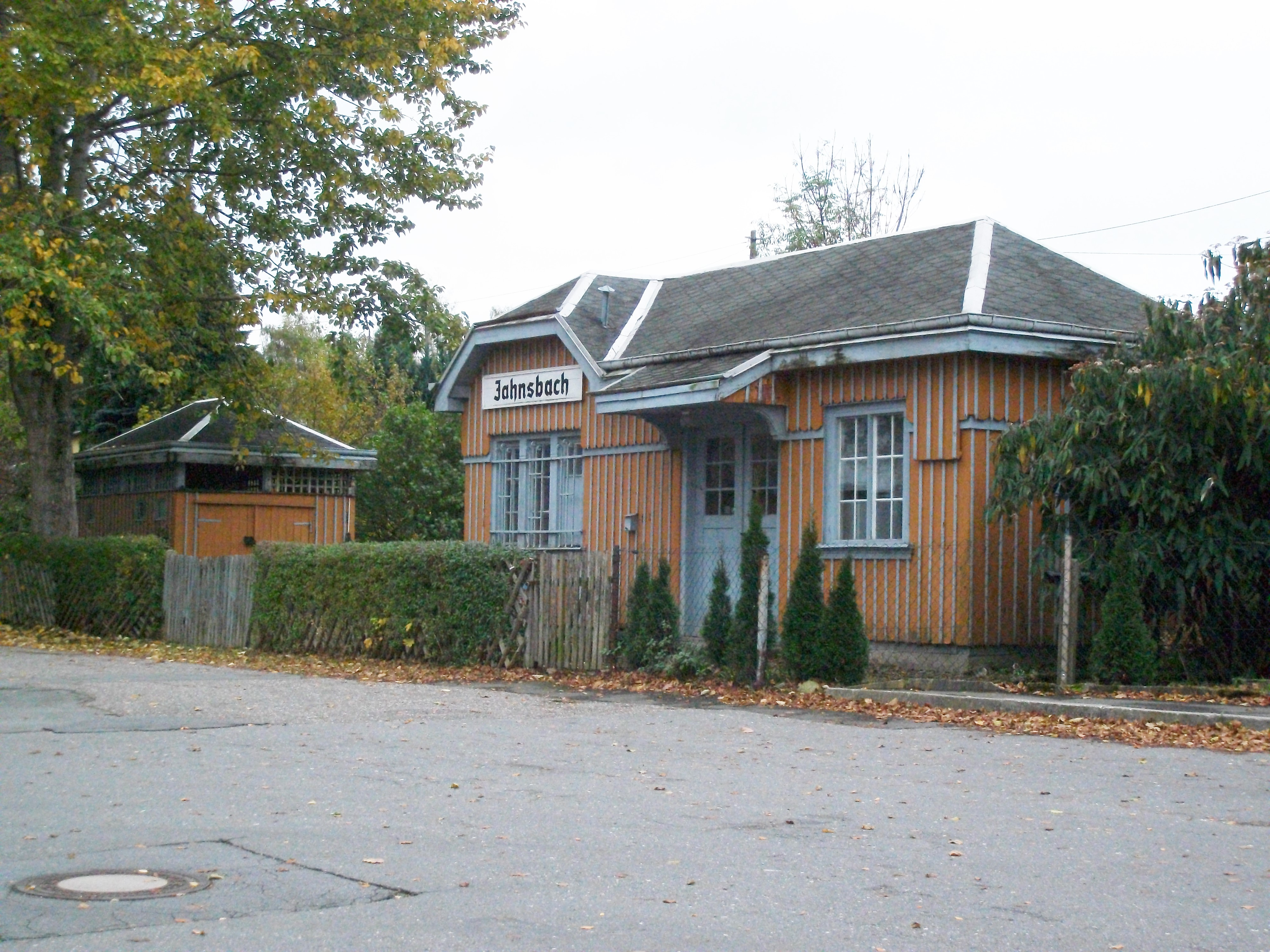
Haltestelle Jahnsbach, Wartehalle und Abort (2016)
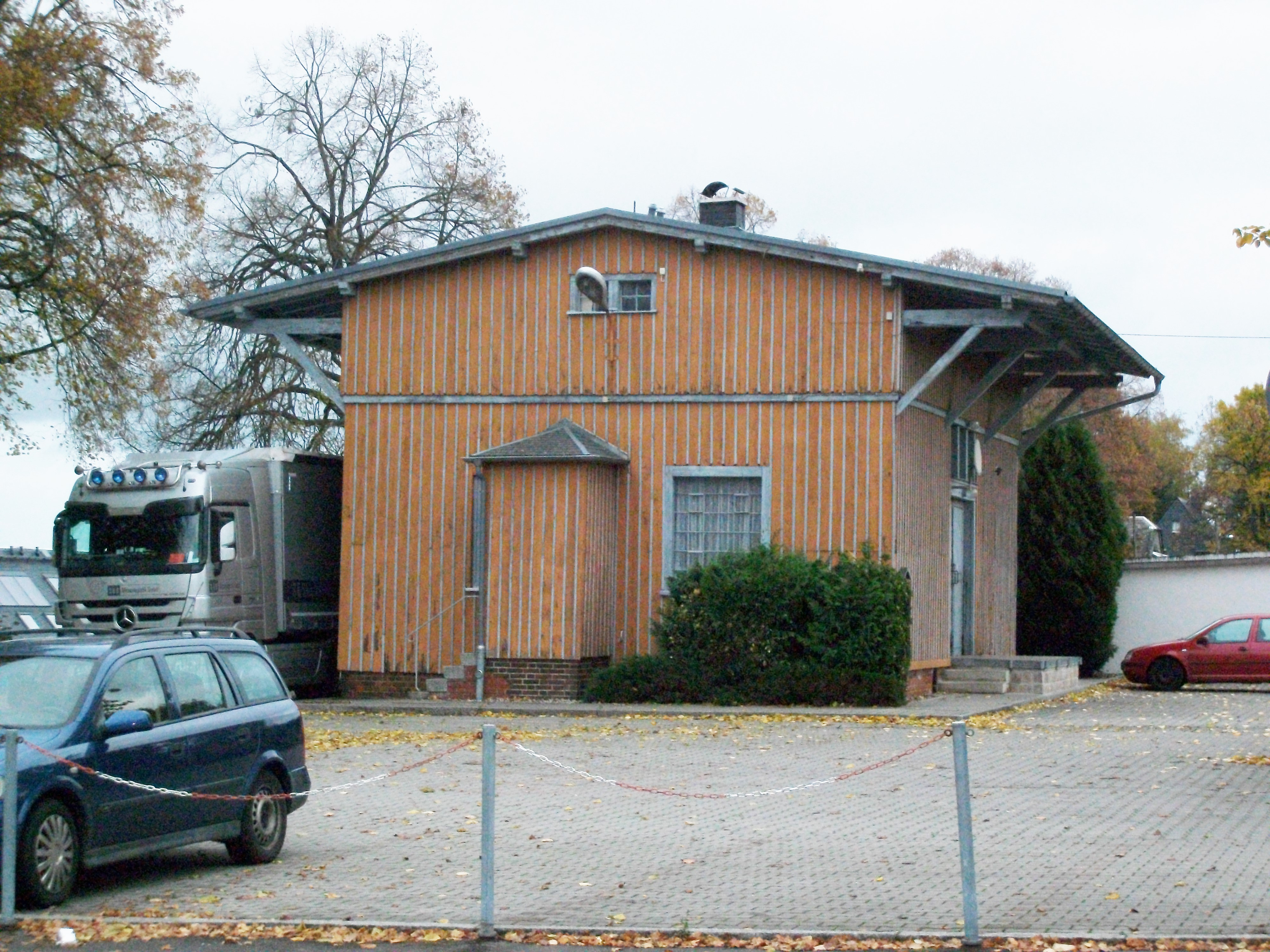
Haltestelle Jahnsbach, Güterschuppen (2016)

Hormersdorf ⊙

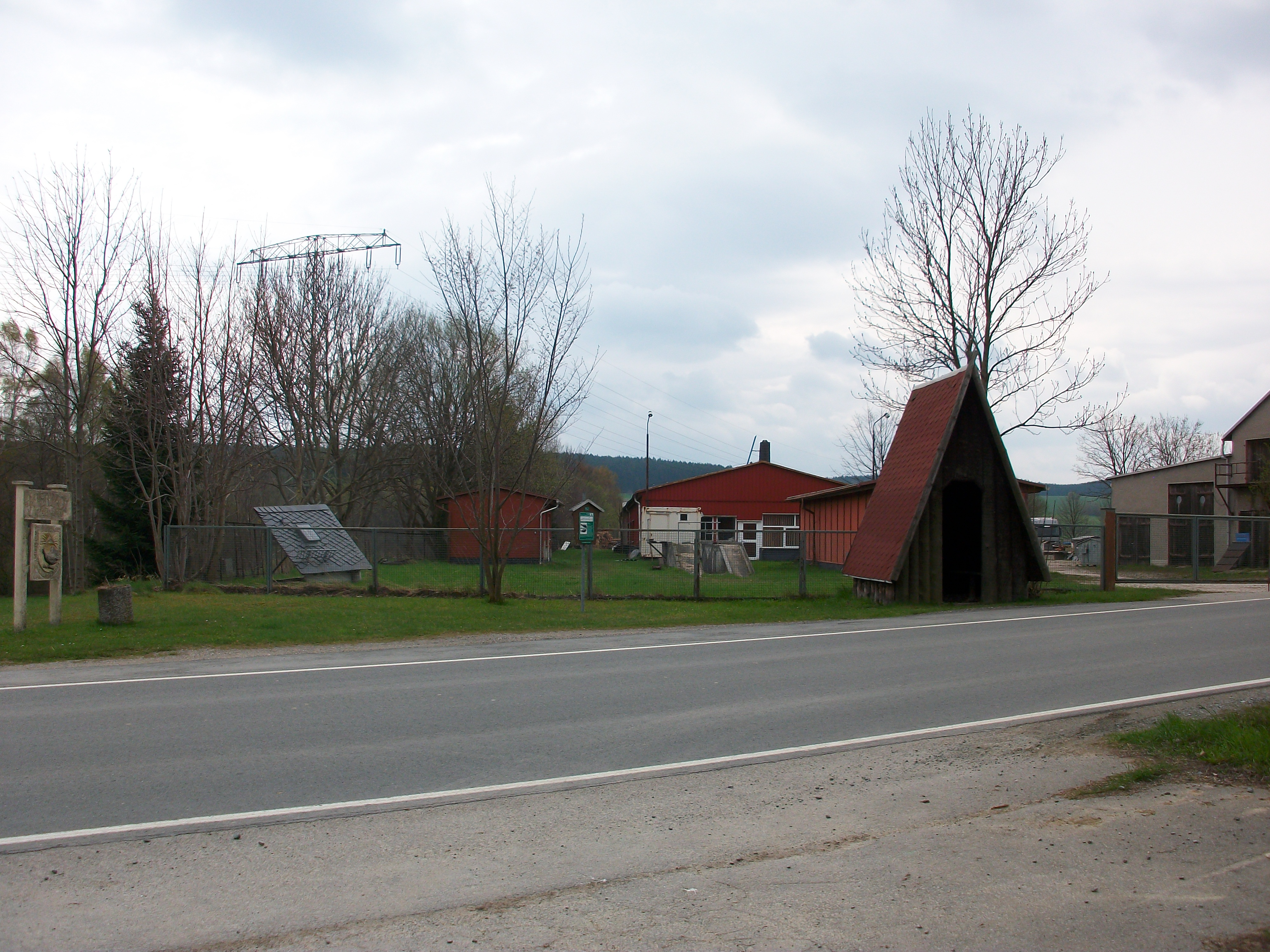
Standort des ehem. Bahnhofs Hormersdorf (2017)

Der Bahnhof Hormersdorf lag auf dem Gebiet der Nachbargemeinde Auerbach und in etwa 1 Kilometer außerhalb des Ortskerns von Hormersdorf. Zunächst bestand die als Haltestelle eröffnete Station nur aus dem durchgehenden Hauptgleis, einem beidseitigen Ladegleis sowie einer Wartehalle. Weiterhin besaß die Station zur Eröffnung ein Nebengebäude mit Freiabort sowie einen Wagenkasten als Güterschuppen. Nach einem Verkehrszuwachs wurde die Station in den 1930er Jahren erweitert, es entstand ein Kreuzungsgleis, ein zusätzliches Ladegleis sowie ein Güterschuppen. Heute erinnert nur noch eine Hinweistafel zur ehemaligen Schmalspurstrecke an das Gelände welches neu überbaut wurde. Der Bahndamm vor und hinter dem Bahnhof ist heute noch gut zu erkennen.
Auerbach (Erzgeb) ⊙

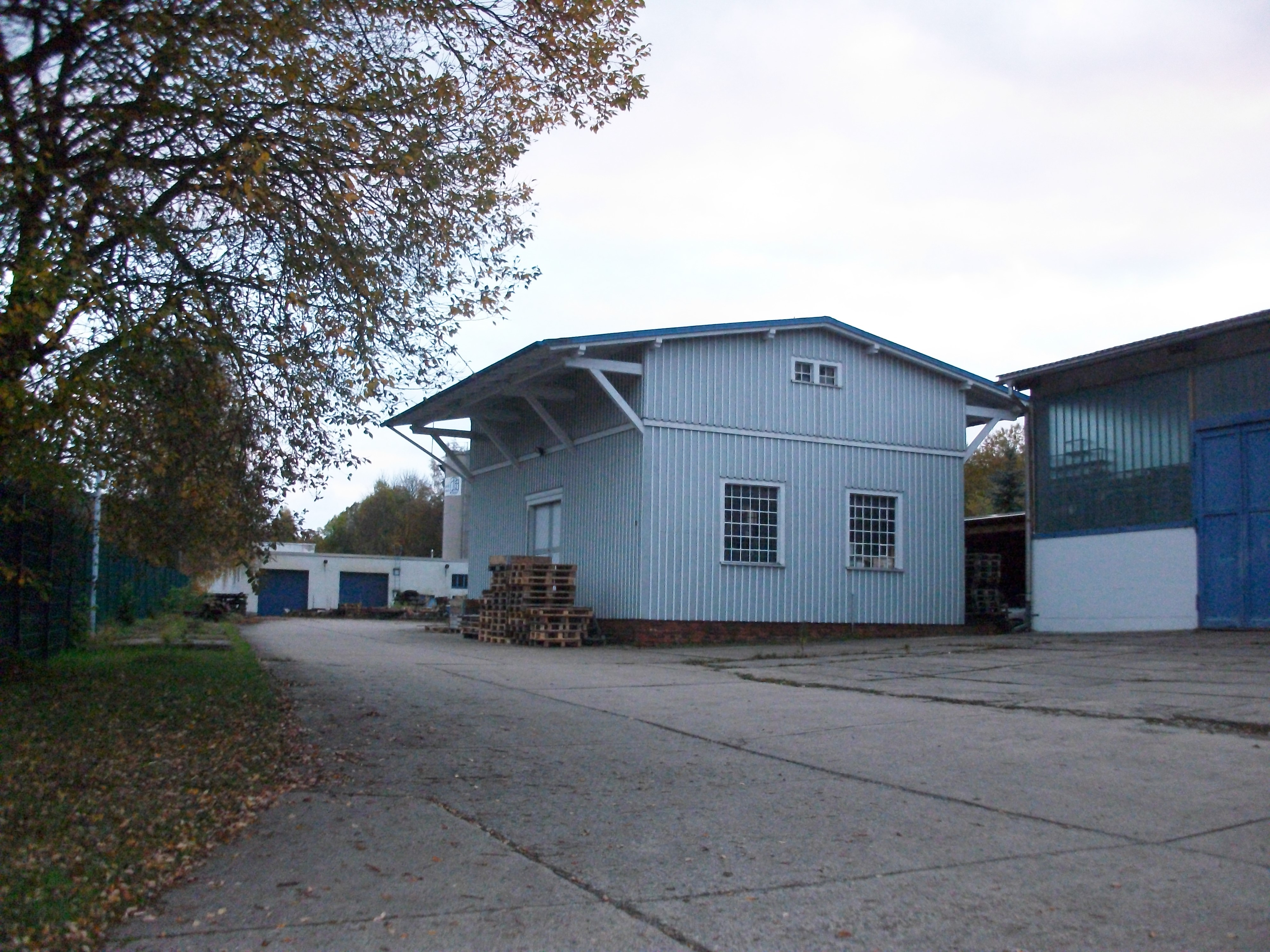
Haltestelle Gornsdorf, Güterschuppen (2016)

Der am 1. Oktober 1911 eröffnete Bahnhof Auerbach (Erzgeb) war die größte Zwischenstation zwischen Thum und Meinersdorf. Neben einem eingeschossigen Empfangsgebäude mit Anbau, einem Güterschuppen mit anschließender Rampe gehörte ein Freiabtritt zu den baulichen Anlagen. Da die Gleise nicht dem Verkehr genügten, wurde der Bahnhof mit größerem Aufwand 1931/32 nochmals erweitert. Die größte Bedeutung hatte Auerbach dann zum Ende des Zweiten Weltkriegs, als hier zahlreiche vormontierte Flugzeugrümpfe verladen wurden. Im Bahnhof Auerbach (Erzgeb) kreuzten sich täglich drei, ab 1972 zwei Zugpaare. Am Standort an der „Bahnhofstraße“ in Auerbach ist das Empfangsgebäude und der Abort noch erhalten. Das Empfangsgebäude wird durch das Deutsche Rote Kreuz genutzt.

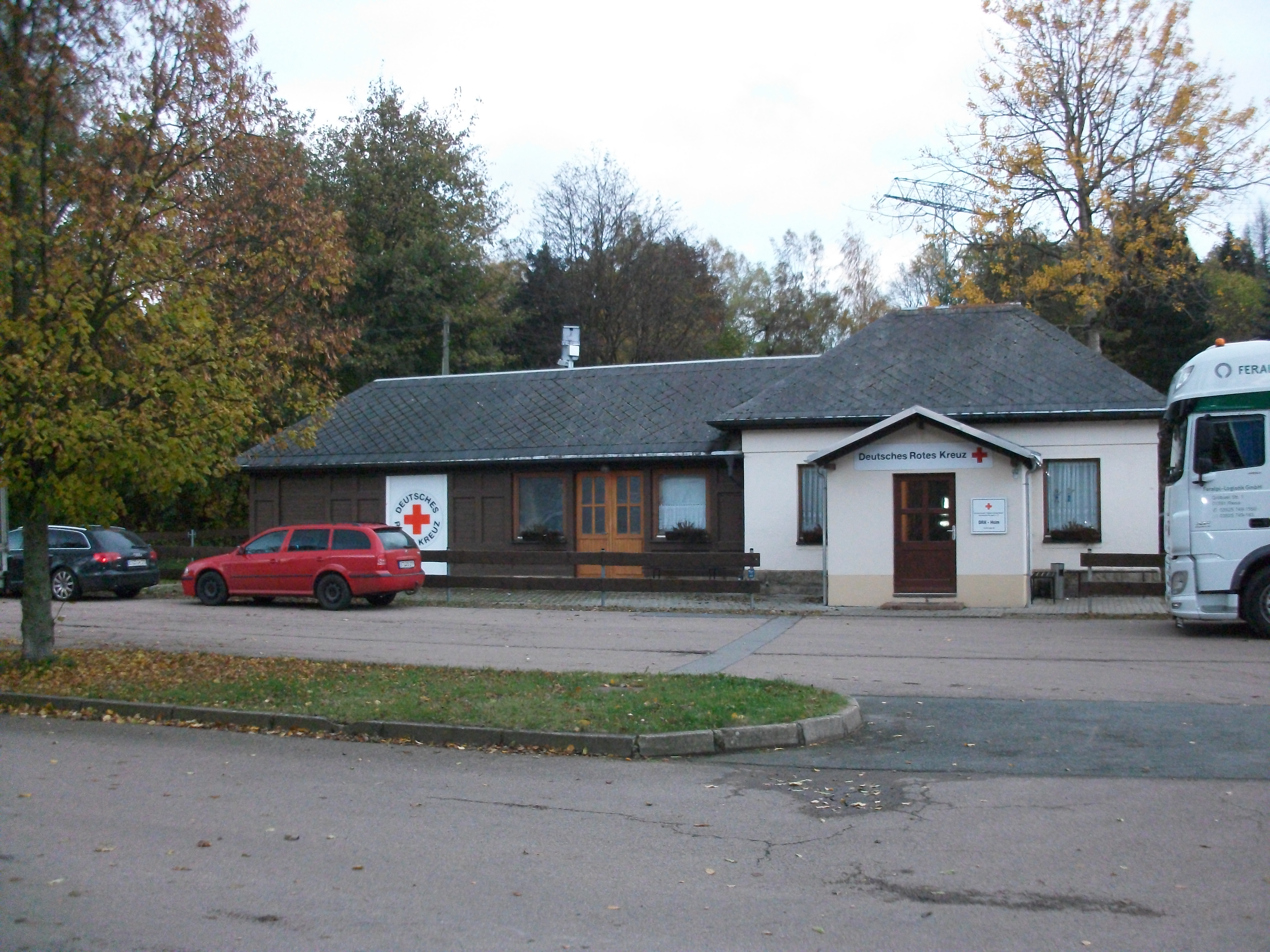
Bahnhof Auerbach (Erzgeb), Empfangsgebäude (2016)
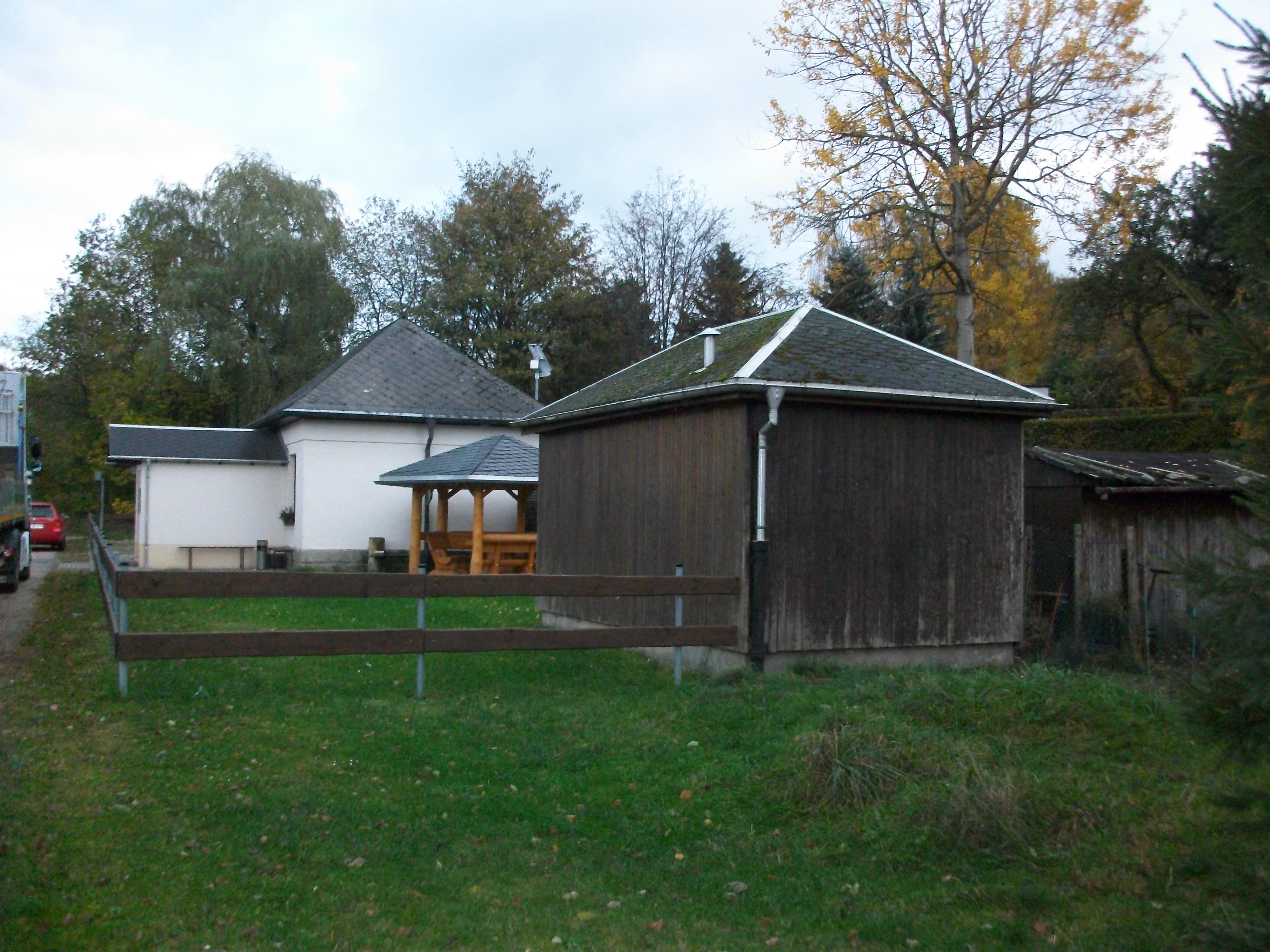
Bahnhof Auerbach (Erzgeb), Abort (2016)
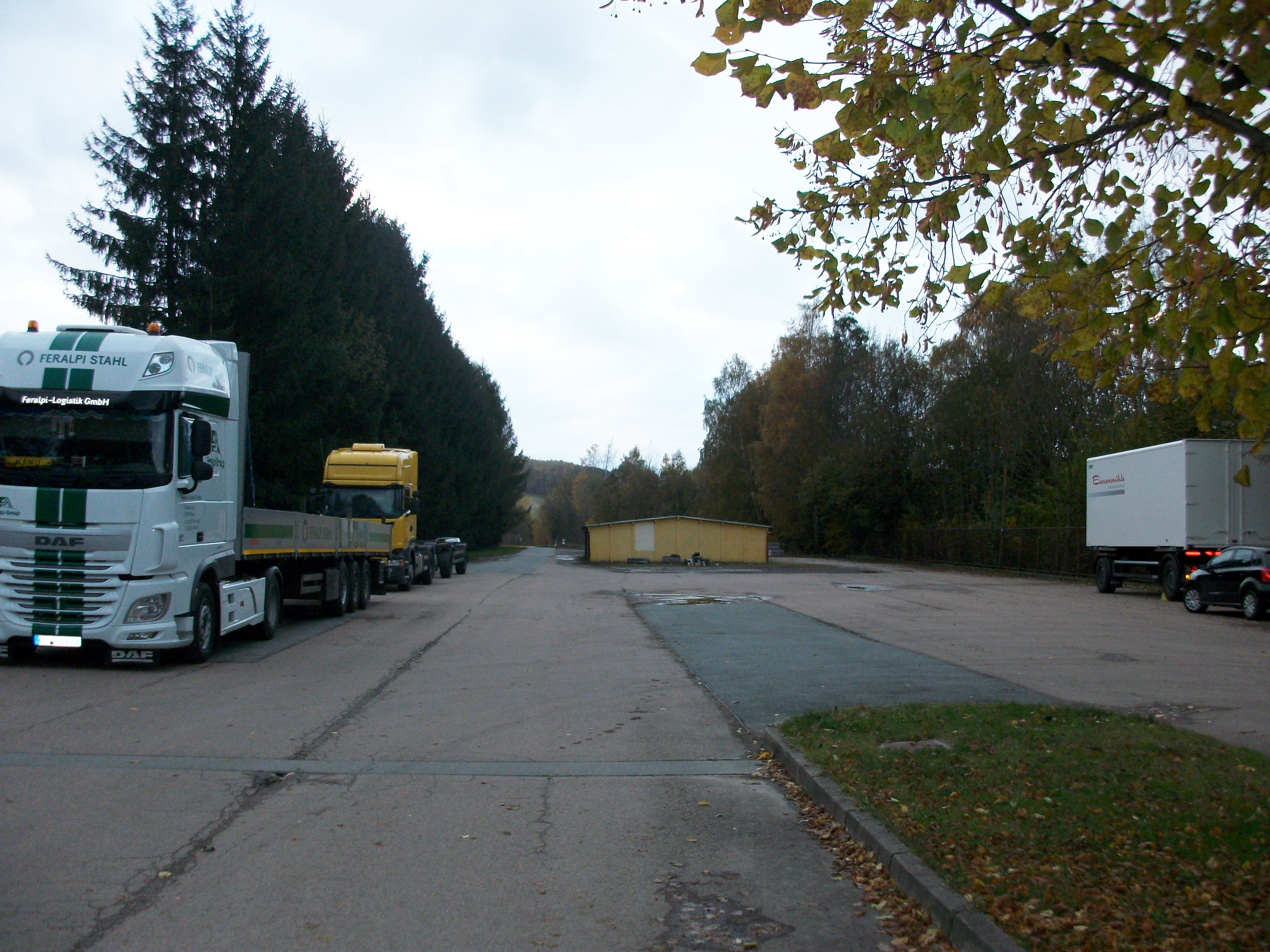
Bahnhof Auerbach (Erzgeb), Bahnhofsgelände (2016)

Auerbach (Erzgeb) Hp ⊙

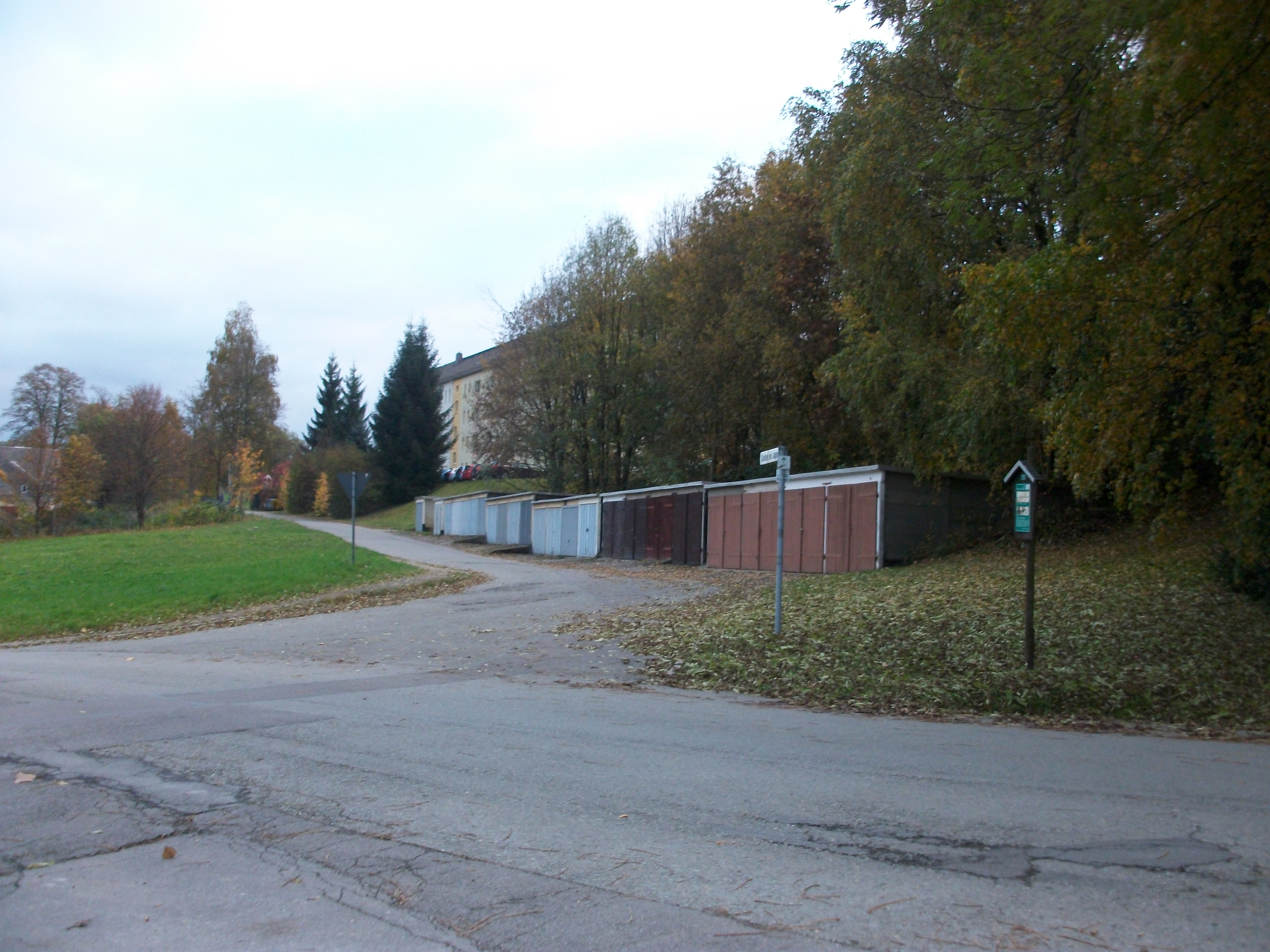
Haltepunkt Auerbach (Erzgeb), Richtung Thum (2016)

Der schon bei der Betriebseröffnung vorhandene Haltepunkt Auerbach (Erzgeb) war nur mit einem Bahnsteig, einer Wartehalle und einem Abtritt spartanisch ausgestattet. Ebenso wie zahlreiche andere Haltepunkte wurde er 1924 geschlossen. Die Wiedereinrichtung erfolgte 1932. Das Areal an der „Gornsdorfer Straße“ am Ortsausgang nach Gornsdorf ist heute mit Garagen überbaut.
Gornsdorf ⊙
Der am 1. Oktober 1911 eröffnete Bahnhof Gornsdorf, seit 1933 Haltestelle Gornsdorf – wurde mit einer Wartehalle, Freiabtritt, Güterschuppen mit angrenzender Seitenladerampe sowie einer Ladestraße errichtet. Hinter Wartehalle und Freiabtritt existierte auch eine Aschegrube. Die Station ging am 1. Januar 1976 außer Betrieb. Auf dem heute industriell genutzten Gelände an der „Bahnhofstraße“ ist der Güterschuppen  noch vorhanden.
Gornsdorf Hp ⊙

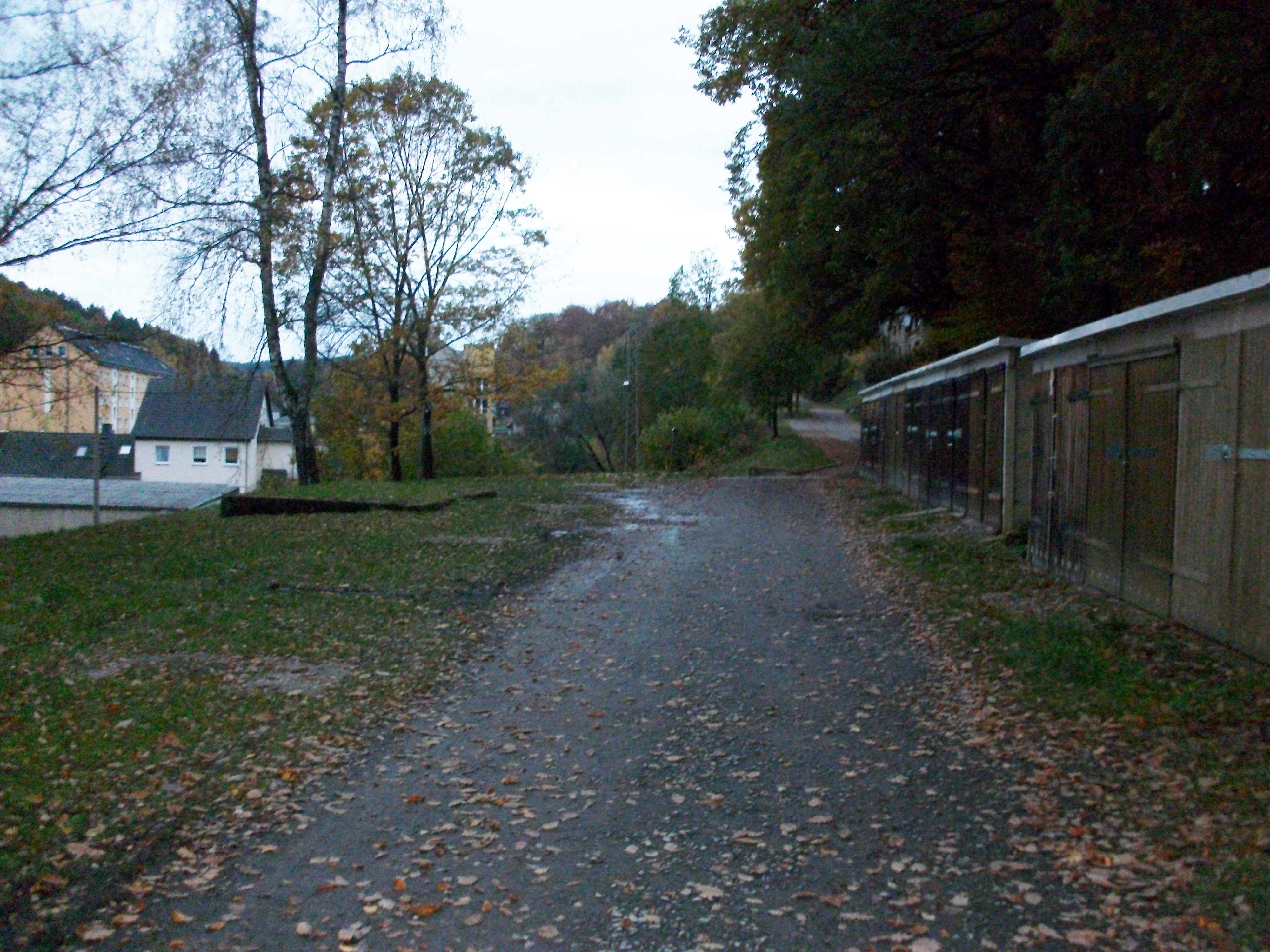
Haltepunkt Gornsdorf (2016)

Der 1911 eröffnete Haltepunkt Gornsdorf bestand nur aus einem Bahnsteig und einer hölzernen Wartehalle (ähnlich der des Haltepunkts Geyer), ein Jahr nach der Streckeneröffnung kam noch ein Freiabtritt hinzu. Mangels Reisenden wurde die Station 1924 geschlossen und die Wartehalle in den 1940er Jahren abgerissen. Der Haltepunkt wurde 1950 wieder eröffnet, es war auch eine Wartehalle vorhanden, die aber 1960 an einen anderen Ort versetzt wurde, seitdem war der Freiabtritt wieder das einzige Gebäude. Der Haltepunkt Gornsdorf befindet sich in der „Freiligrathstraße“ im Norden von Gornsdorf. Das Areal ist heute mit Garagen überbaut.
Meinersdorf (Erzgeb) ⊙
Die Station an der Bahnstrecke Chemnitz–Adorf wurde 1880 eröffnet, erhielt aber erst mit dem Bau der Schmalspurbahn eine größere Bedeutung. Neben dem Übergang zur Schmalspurbahn hatten auch mehrere Anschließer der Normalspurbahn ein enormes Güteraufkommen, sodass der Bahnhof bis zur Wende 1989/90 ständig überlastet war. Seit 1999 ist Meinersdorf nur noch ein Haltepunkt. Das ehemalige Empfangsgebäude wurde 2018 abgerissen.

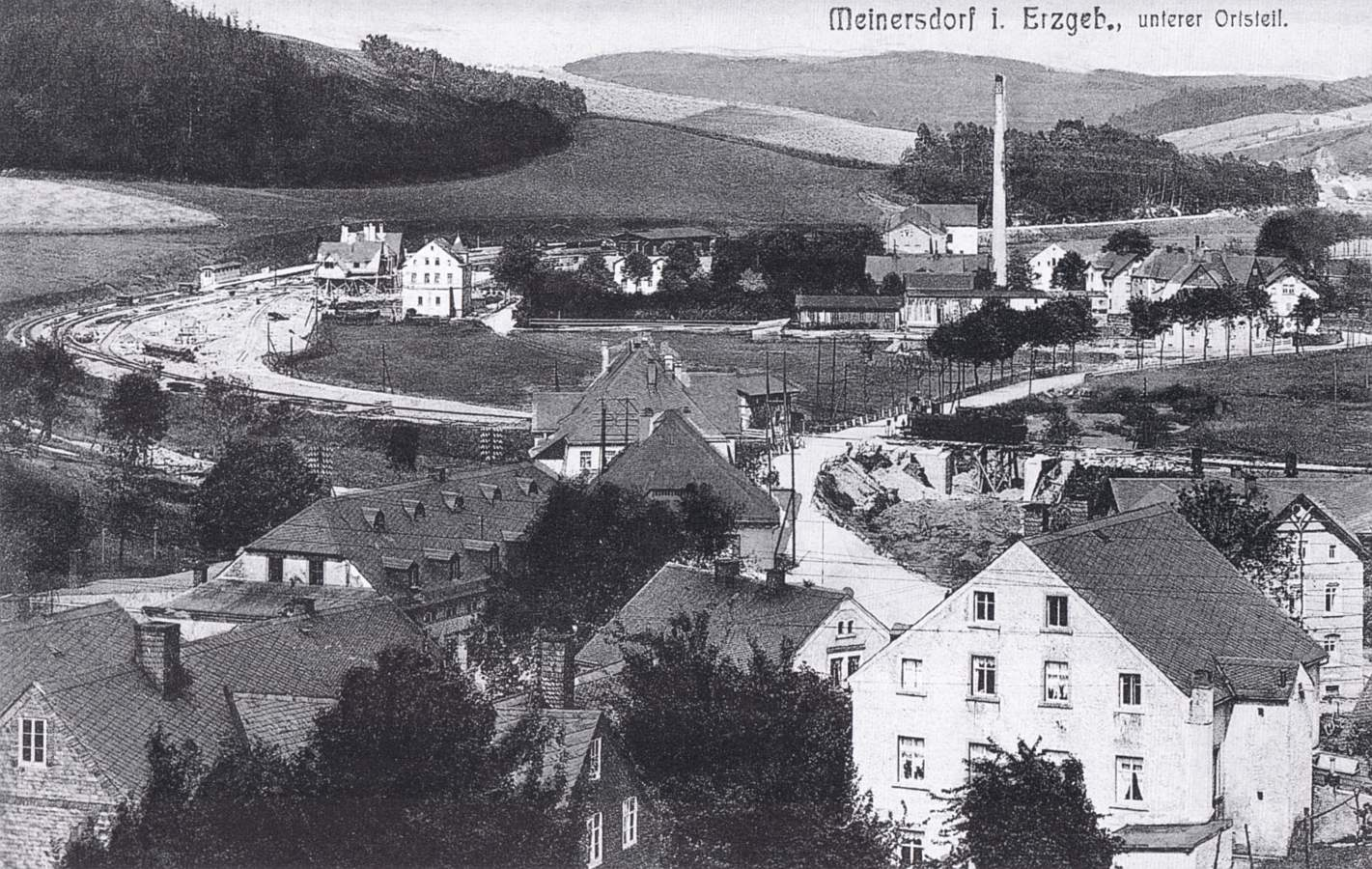
Bahnhof Meinersdorf während des Schmalspurbahnbaus
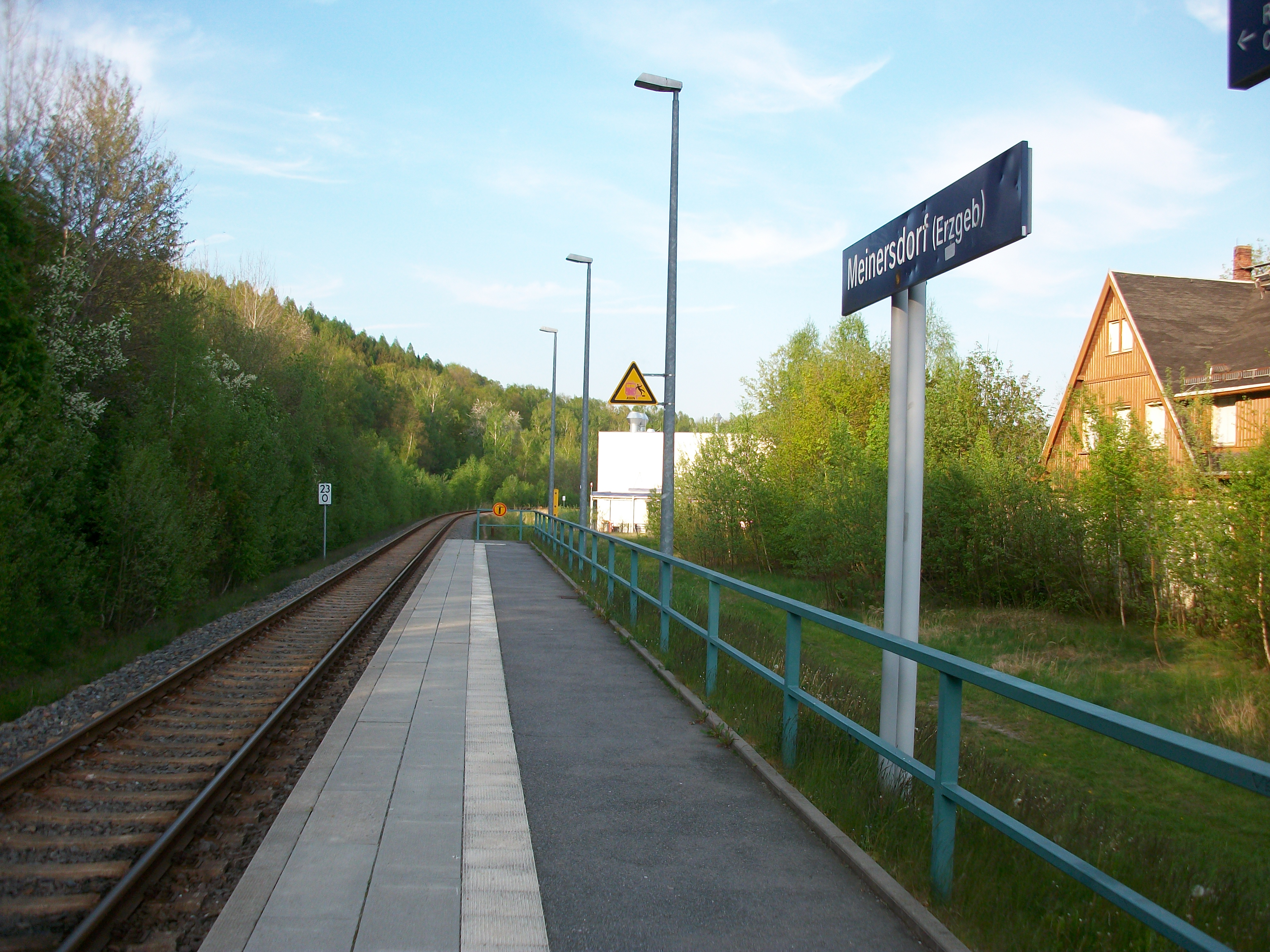
Hp Meinersdorf (Erzgeb) mit ehem. Empfangsgebäude (rechts) (2016)
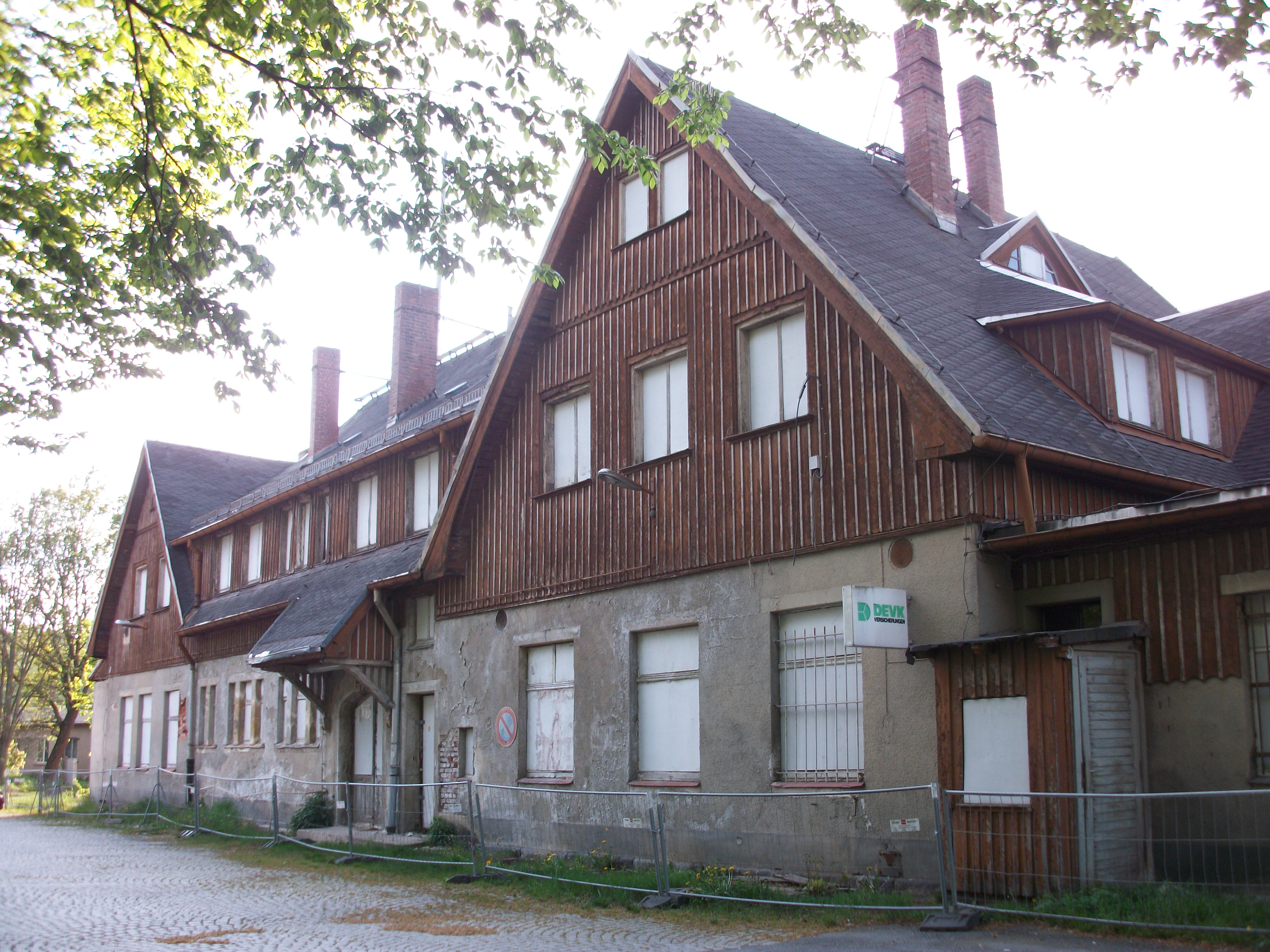
Bahnhof Meinersdorf (Erzgeb), ehem. Empfangsgebäude (2016)

## Fahrzeugeinsatz

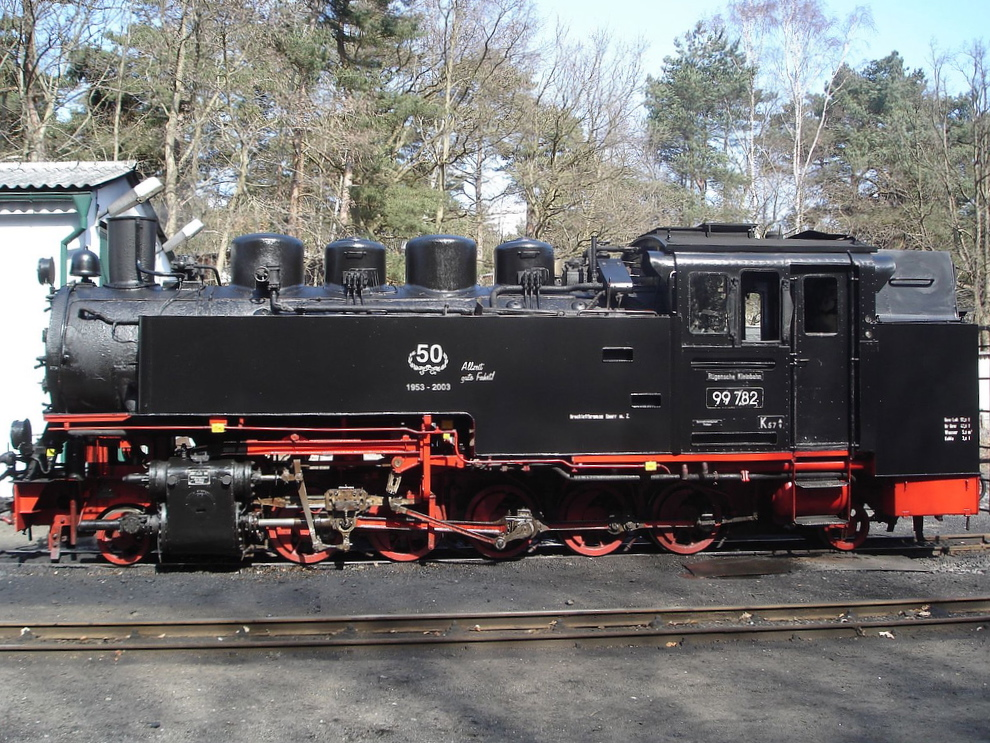
Die Baureihe 99.77–79 bildete ab 1953 bis zum Betriebsende das Rückgrat des Betriebs

Die Fahrzeuge der Strecke entsprachen den allgemeinen Grundsätzen der für die Sächsischen Schmalspurbahnen beschafften Fahrzeuge. Lokomotiven und Wagen wurden daher je nach Bedarf recht freizügig mit anderen Schmalspurbahnen getauscht. Zunächst besaßen alle Fahrzeuge die Heberleinbremse, ab 1922 wurden auch Fahrzeuge mit der Körting-Saugluftbremse ausgestattet. Die Umrüstung des Lokomotiv- und Wagenparks ging nur schleppend voran, so dauerte der Umbau des Großteils der Reisezugwagen auf die neue Bremse bis 1939. Gekuppelt wurde Anfangs ausschließlich mit der Mittelpufferkupplung, während bei der Betriebseinstellung nahezu alle Fahrzeuge mit der Scharfenbergkupplung ausgerüstet waren.

### Lokomotiven
Für die Strecke Schönfeld–Geyer wurden die Lokomotiven mit den Nummern 28, 29 und 30 der Gattung Sächsische I K in Dienst gestellt.
Bevorzugt auf den Strecken Schönfeld–Geyer und Wolkenstein–Jöhstadt sollte nach 1891 die neue III K im Einsatz dominieren. 1891 kam die Lokomotive Nr. 43 dieser Gattung fabrikneu nach Geyer.
Bereits ab 1896 wurde jedoch die stärkere und wartungsfreundlichere Fahrzeuggattung IV K eingesetzt. Diese Lokomotiven hatten jedoch den Nachteil, dass sie sich im Winter schnell Schnee zwischen die Triebgestelle zogen und so festfuhren.
Ab 1906 wurde die Fahrtrichtung der Lokomotiven geändert, sodass sie zum Beispiel zwischen Geyer und Schönfeld mit dem Schornstein voran talwärts fuhren.
Nach der Verstärkung des Oberbaus und der Brücken 1924/25 kamen mit 99 684 und 99 688 die ersten Heißdampfloks der Gattung VI K nach Thum. Lok 99 684 absolvierte ihre Probefahrt am 2. November 1925 zwischen Schönfeld und Thum. Ihr folgten weitere Maschinen der gleichen Baureihe, so dass die Lokomotivbahnhöfe Thum und Geyer 1925 9, und 1928 gar 13 Exemplare (hiervon eine in Meinersdorf) beheimateten. Zwischen 1934 und 1937 kamen mit den Nummern 99 612, 99 614, 99 615, 99 616 und 99 618 auch Lokomotiven der Gattung V K nach Thum.
Im Sommer 1933 kamen mit der 99 751 und 99 752 die ersten 1'E1' Einheitslokomotiven der DR-Baureihe 99.73–76 nach Thum. Mit den Nummern 99 757 bis 99 762 kamen noch sechs weitere Loks dieser Gattung zum Thumer Netz. Am 20. Juni 1953 erhielt das Bw Thum mit der 99 778 die erste Neubaulokomotive der DR-Baureihe 99.77–79. Einen Tag später folgte die 99 777. Auch die 99 776 und die 99 779 bis 99 793 machten ihren Fabrikanlauf auf den Strecken des Thumer Netzes. Außer den Exemplaren 99 772, 99 786, 99 788, 99 790 und 99 794 befuhren alle weiteren Neubauloks das Thumer Netz.

### Wagen
Alle Wagen, die bei der Streckeneröffnung 1888 vorhanden waren, waren Zweiachser. Vierachsige Wagen kamen spätestens nach der Eröffnung des Abschnitts von Geyer nach Thum auf die Strecke, denn auf der Strecke Wilischthal–Thum liefen schon kurz nach der Eröffnung die ersten Vierachser. Vor 1910 wurden in größerem Umfang vierachsige Reisezugwagen auf der Strecke stationiert, sodass die zweiachsigen Personenzugwagen recht bald überflüssig wurden. Im Güterverkehr standen die Zweiachser dagegen mindestens noch bis Ende der 1920er Jahre im Einsatz, denn erst 1935 waren keine zweiachsigen Wagen mehr im Bestand aufgeführt. Einzige Ausnahme bildete später noch ein zweiachsiger Gepäckwagen, der erst nach dem Zweiten Weltkrieg ausgemustert wurde.

## Die Strecke heute

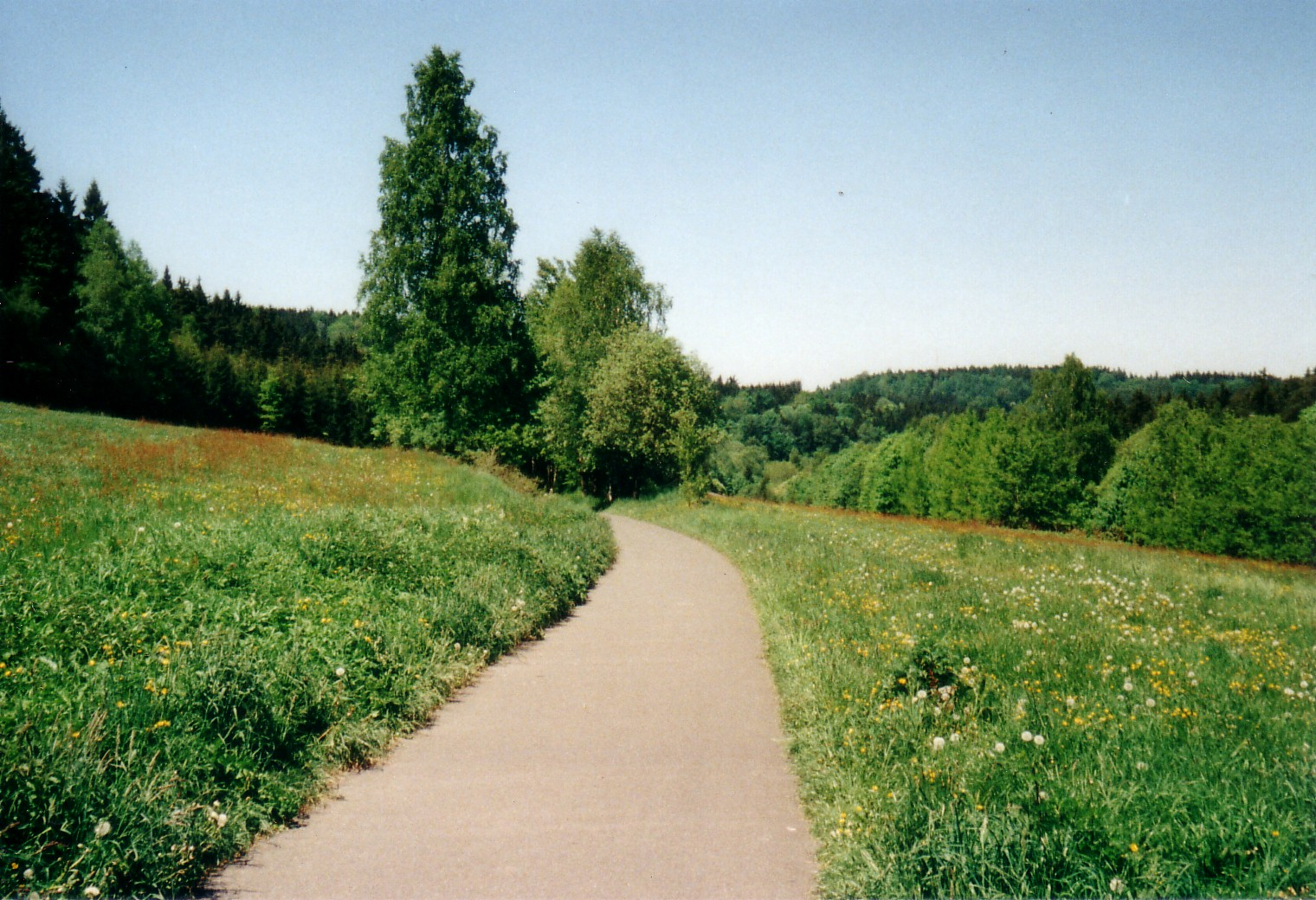
Asphaltierter Radweg auf der ehem. Bahntrasse zwischen Ehrenfriedersdorf und Thum

Auf Abschnitten der ehemaligen Bahntrasse wurden nach der politischen Wende 1990 Radwege eingerichtet. So zwischen Tannenberg und Geyer, zwischen Ehrenfriedersdorf und Thum (asphaltiert), zwischen Thum und Auerbach sowie in Teilen der Ortslage Gornsdorf. Die Interessengemeinschaft  Schmalspurbahn Thumer Netz e. V. hat an den ehemaligen Stationen und weiteren Zeugnissen der Trasse Tafeln zur Erinnerung errichtet.